# Cacao
Pour les articles homonymes, voir Cacao (homonymie).

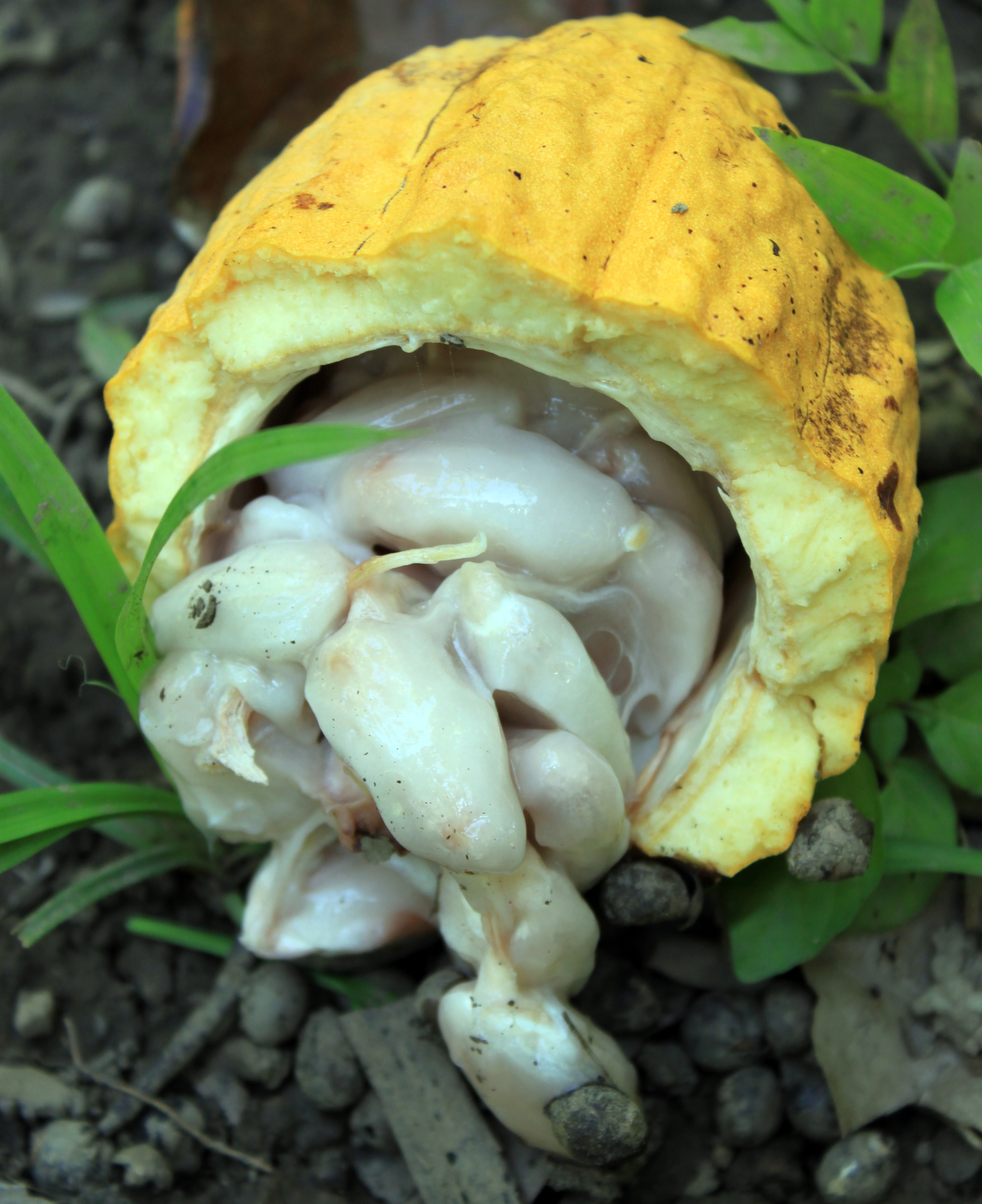
Cabosse de cacao ouverte montrant les fèves dans la pulpe blanche mucilagineuse.

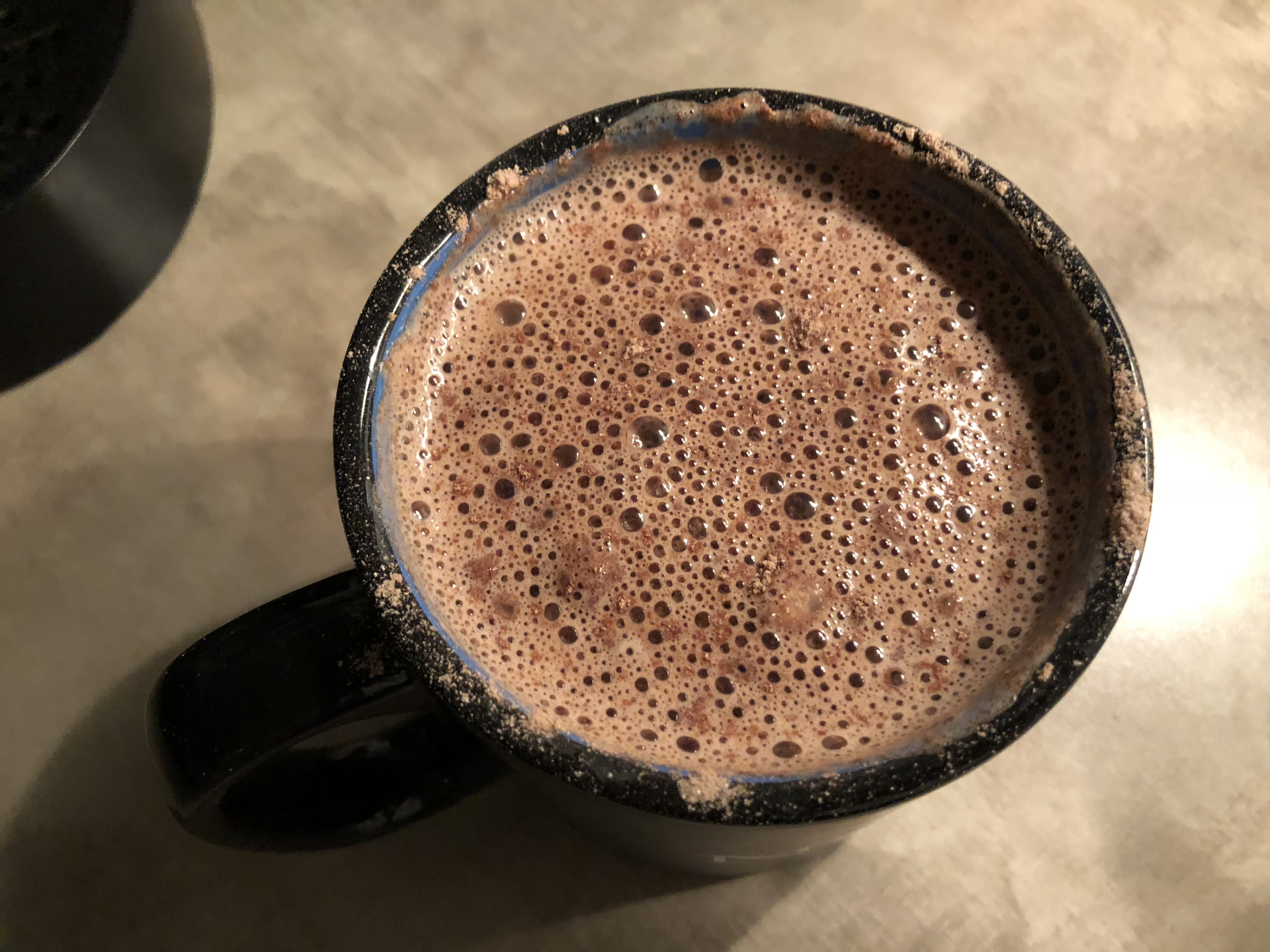
En fin de la filière cacao : chocolat chaud au lait, fait de poudre de cacao, de lait et de sucre.

Le cacao est le terme le plus souvent utilisé pour parler de la poudre de cacao, mais il peut être utilisé également pour parler du beurre de cacao. Ces deux composants (poudre et beurre) sont obtenus après broyage et pressage de l'amande des fèves de cacao fermentées et torréfiées produites par le cacaoyer. En fait, la valeur « poudre de cacao » n'est qu'une acception du terme cacao parmi d'autres, c'est le sens le plus fréquent pour un locuteur francophone moyen de l'hémisphère Nord, les autres valeurs ne se rencontrant que dans le vocabulaire de spécialité des locuteurs travaillant dans la filière cacao.
Une première série d'opérations effectuées dans les pays de production du cacao permet de passer du fruit du cacaoyer aux fèves de cacao fermentées et séchées qui, une fois vendues aux quelques entreprises multinationales de l'industrie chocolatière, vont ensuite être torréfiées, concassées, triées pour éliminer les fragments de coque et d'embryon et ne garder que les cotylédons qui seuls donnent la pâte de cacao (ou masse de cacao) après broyage. Ce produit semi-fini subit un pressage pour séparer la partie grasse, ou beurre de cacao, de la matière sèche, ou tourteaux. La poudre de cacao s'obtient en broyant les tourteaux. La poudre de cacao sert à fabriquer une boisson énergisante, appréciée en hiver, nommée « chocolat chaud », faite avec du cacao en poudre, du lait et du sucre.
95 % de la production mondiale de cacao provient d'une agriculture familiale paysanne vivant de un à trois hectares de plantation de cacaoyers. Plus de 5 millions de petits planteurs de cacao des régions tropicales ont produit 5,2 millions de tonnes de fèves de cacao fermentées en 2017, qu'ils ont vendues à quelques multinationales de l'industrie chocolatière. Les fèves, arrivées dans les pays consommateurs, sont torréfiées, concassées et pressées afin d'élaborer du chocolat et autres confiseries chocolatées.

## Étymologie et lexicographie
Le terme cacao est un emprunt à la langue nahuatl des Aztèques, cacahuatl, de même sens,, via l'espagnol cacao (1535).
En français, le terme cacao peut avoir les valeurs suivantes selon les contextes : 1) le cacaoyer, ex. « les Olmèques rapportent quelques boutures de cacao dans leur patrie » « la culture du cacao » ; 2) fruit du cacaoyer, cabosse, « selon les pays la récolte du cacao n'a pas lieu au même moment » ; 3) fève, graine du cacaoyer, « je travaille sur la fermentation du cacao dans l'État du Tabasco, au Mexique » ou « le cacao est conditionné en sac de jute de 60 kg » ; 4) produit alimentaire fabriqué à partir des fèves, « si le chocolat est affiché à 70 % de cacao, cela signifie qu'il contient 30 % de sucre ajouté », ici cacao = masse de cacao + beurre de cacao. Tous les exemples sont tirés du livre de Michel Barel, ancien directeur du programme « cacao » du Cirad.

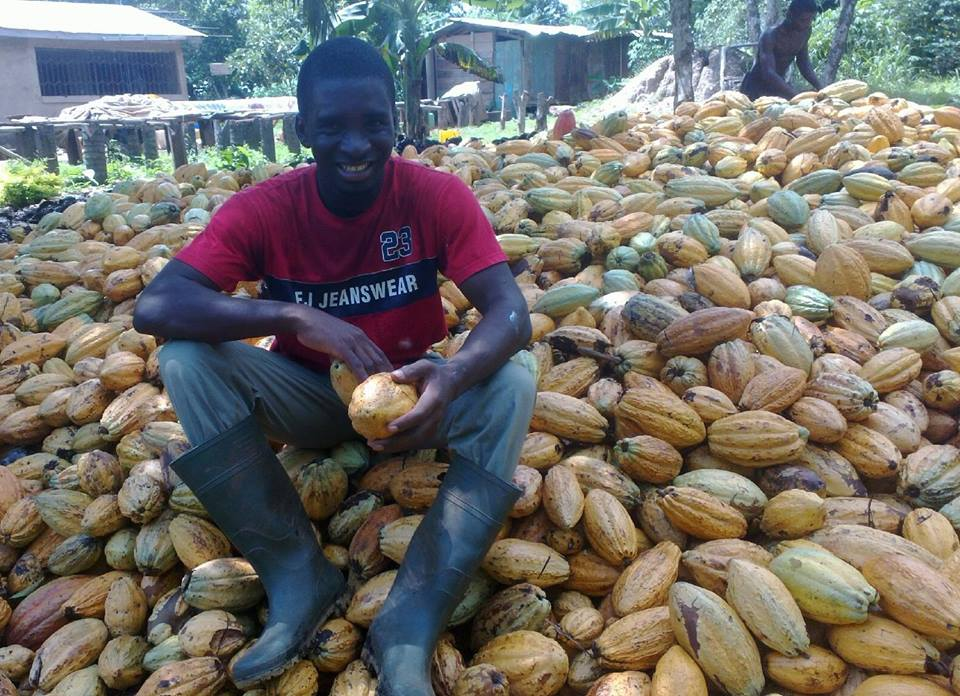
Tas de cabosses accumulées lors de la récolte du cacao.

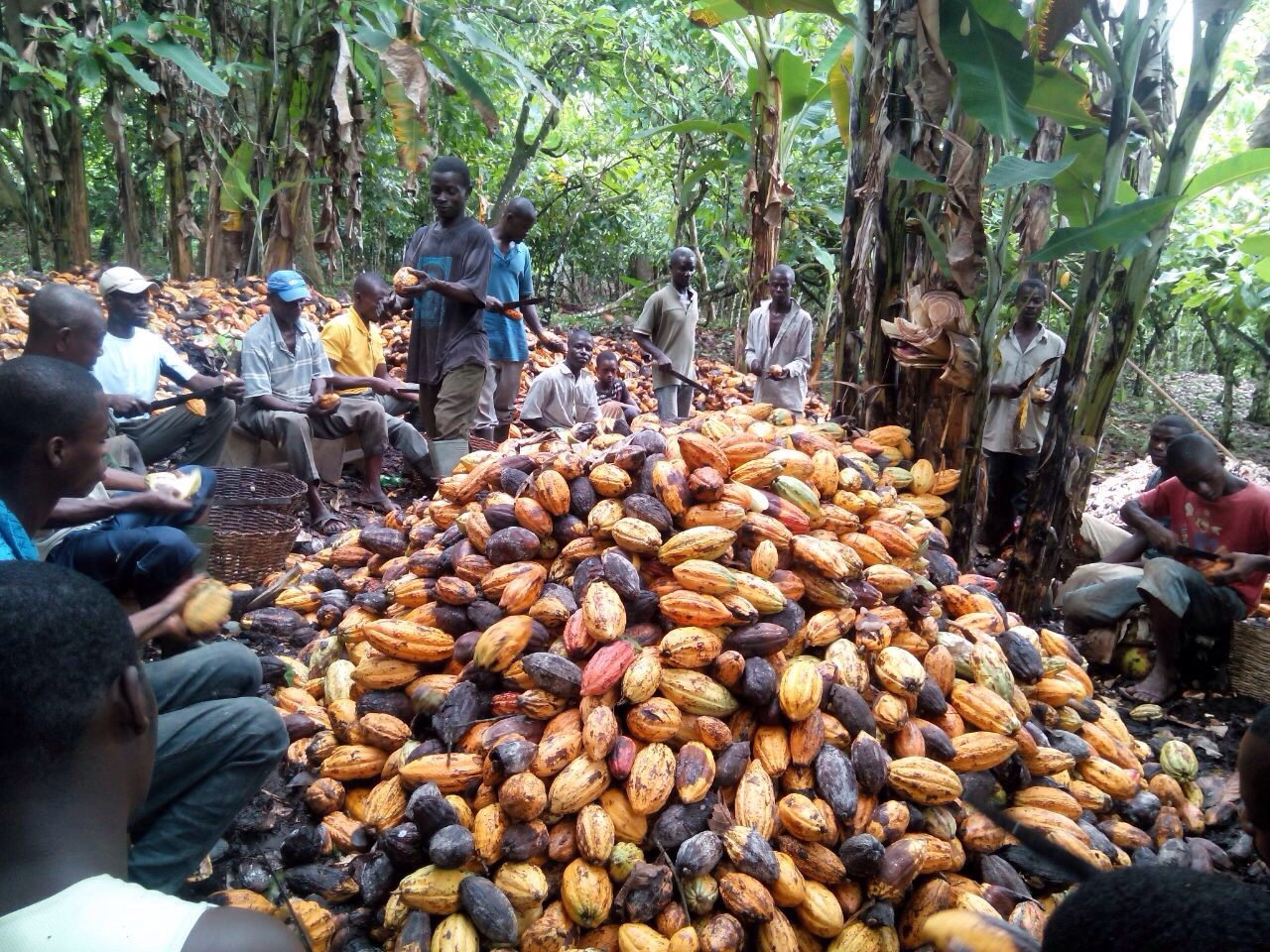
Écabossage : ouverture des cabosses à la machette.

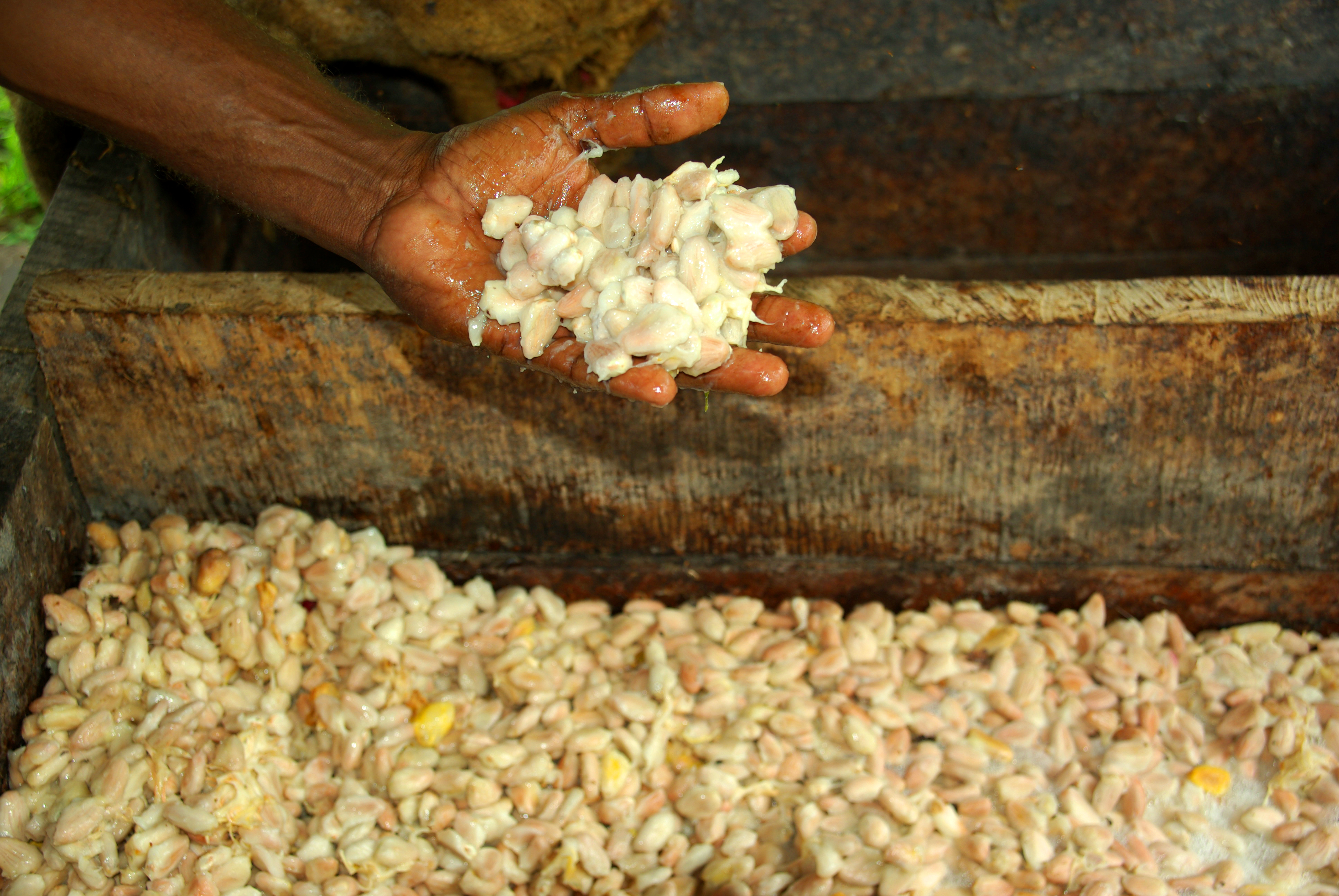
Fèves de cacao en train de fermenter.

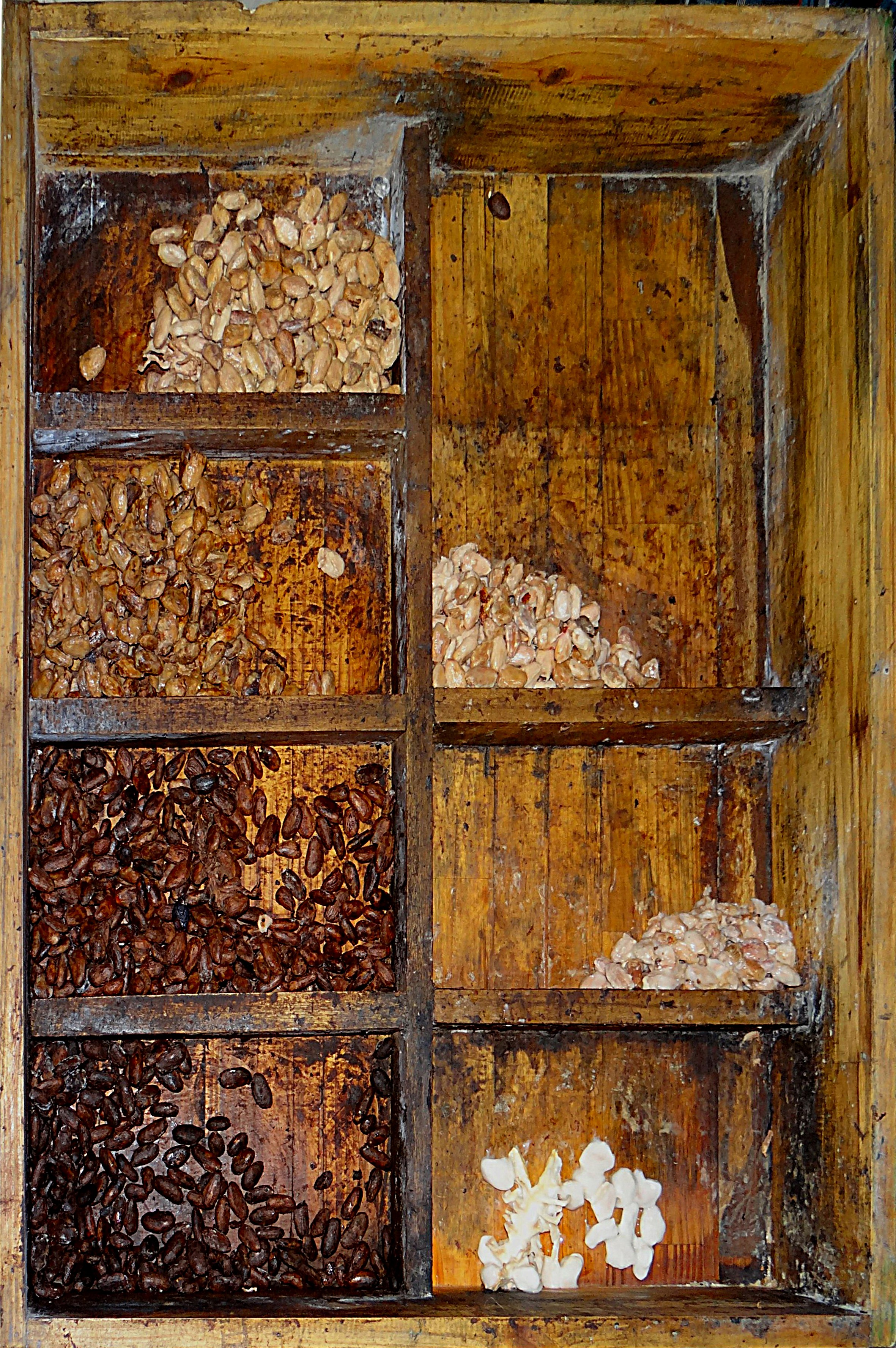
Fèves de cacao à différents stades de fermentation.

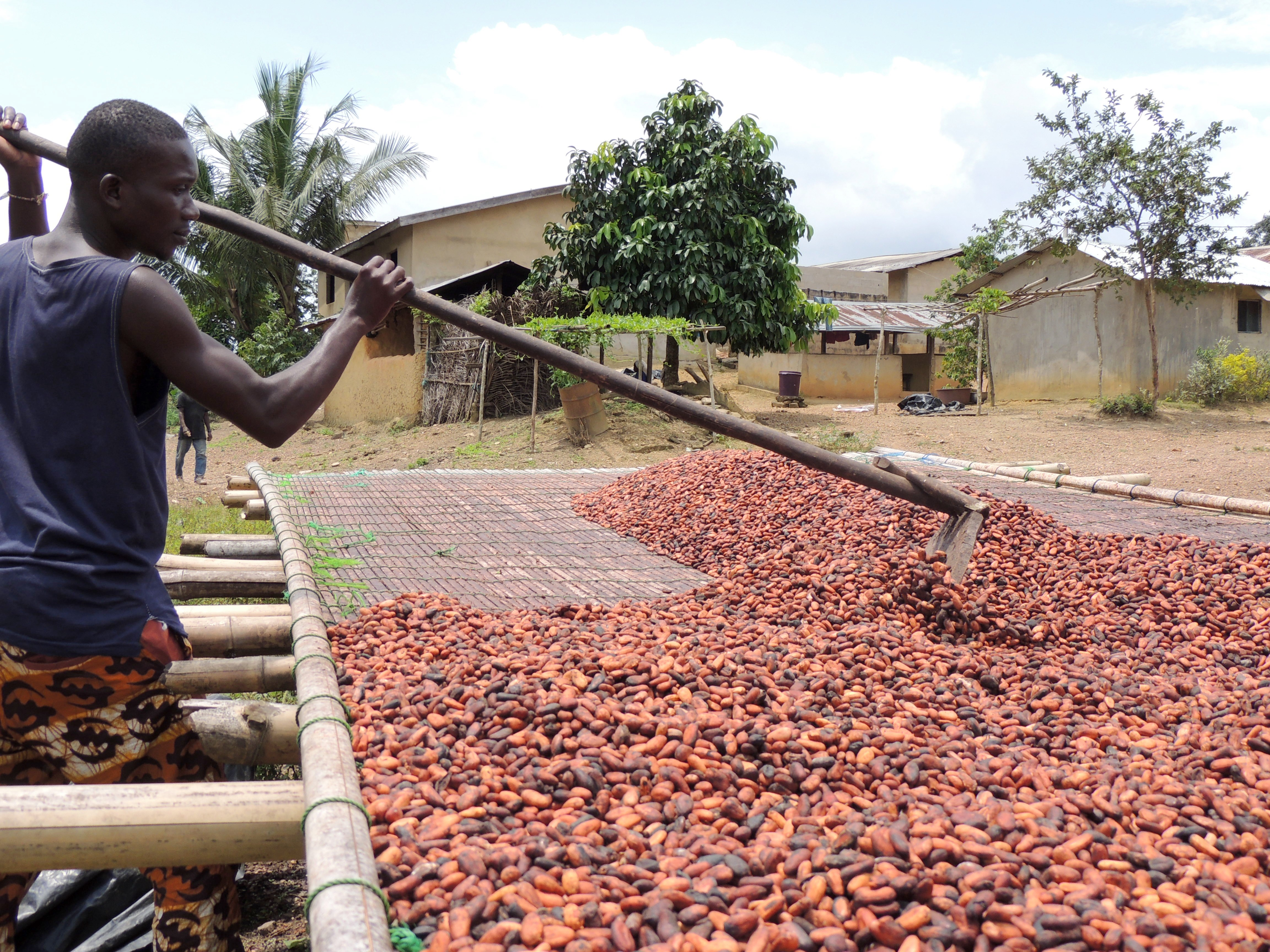
Fèves de cacao étalées au soleil pour séchage.

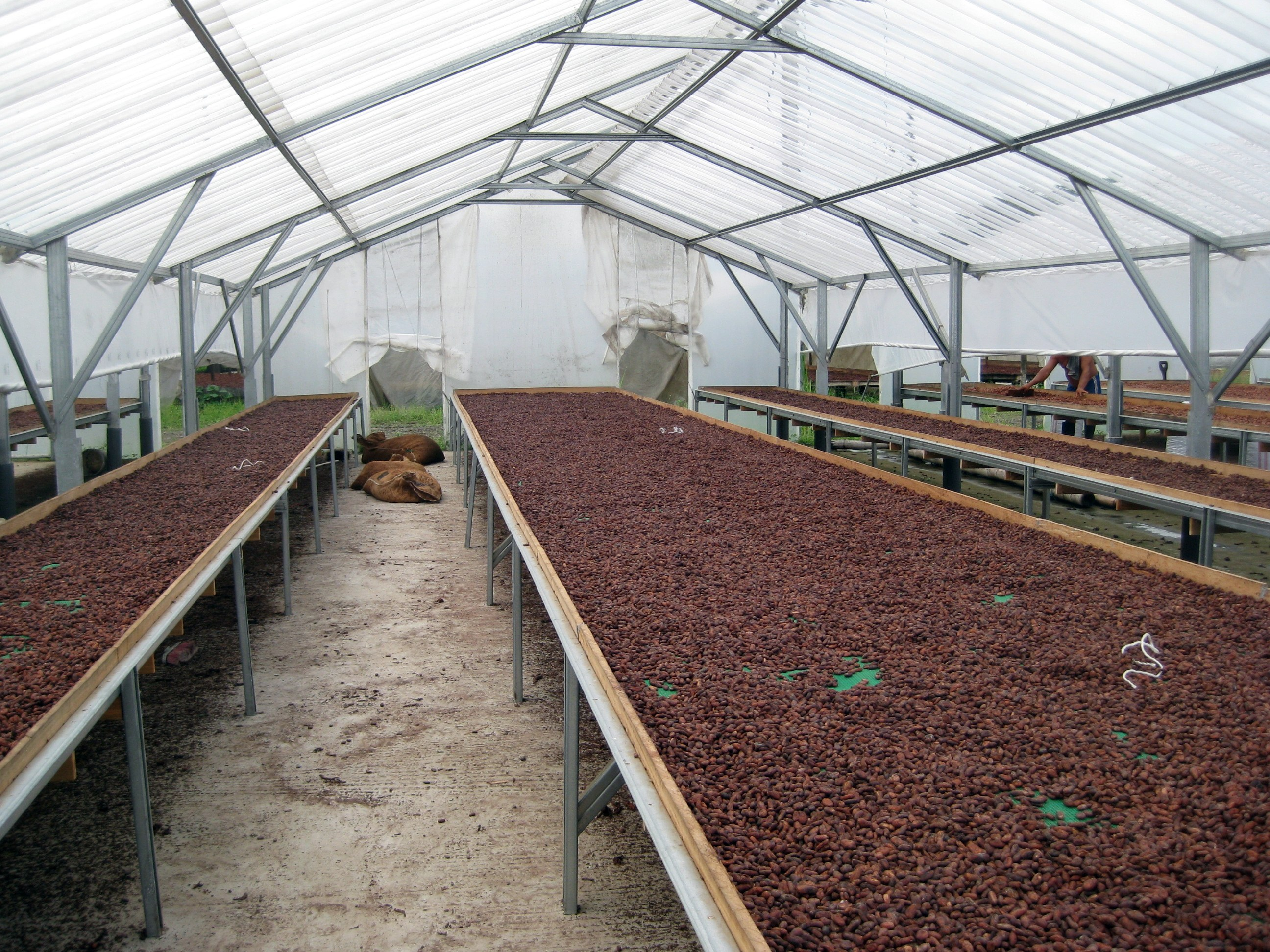
Fèves séchant dans un séchoir couvert.

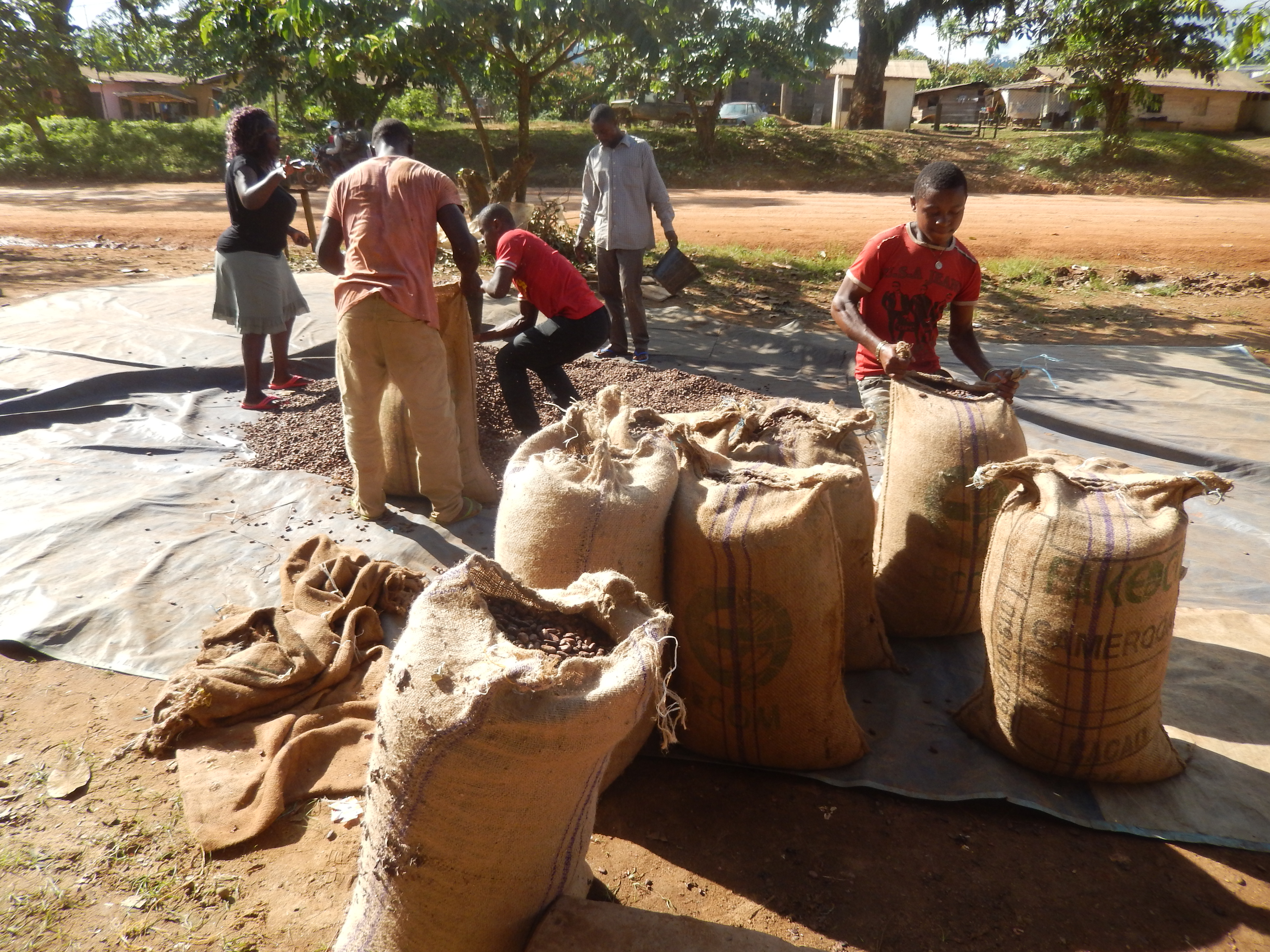
Mise en sac des fèves fermentées et sèches.

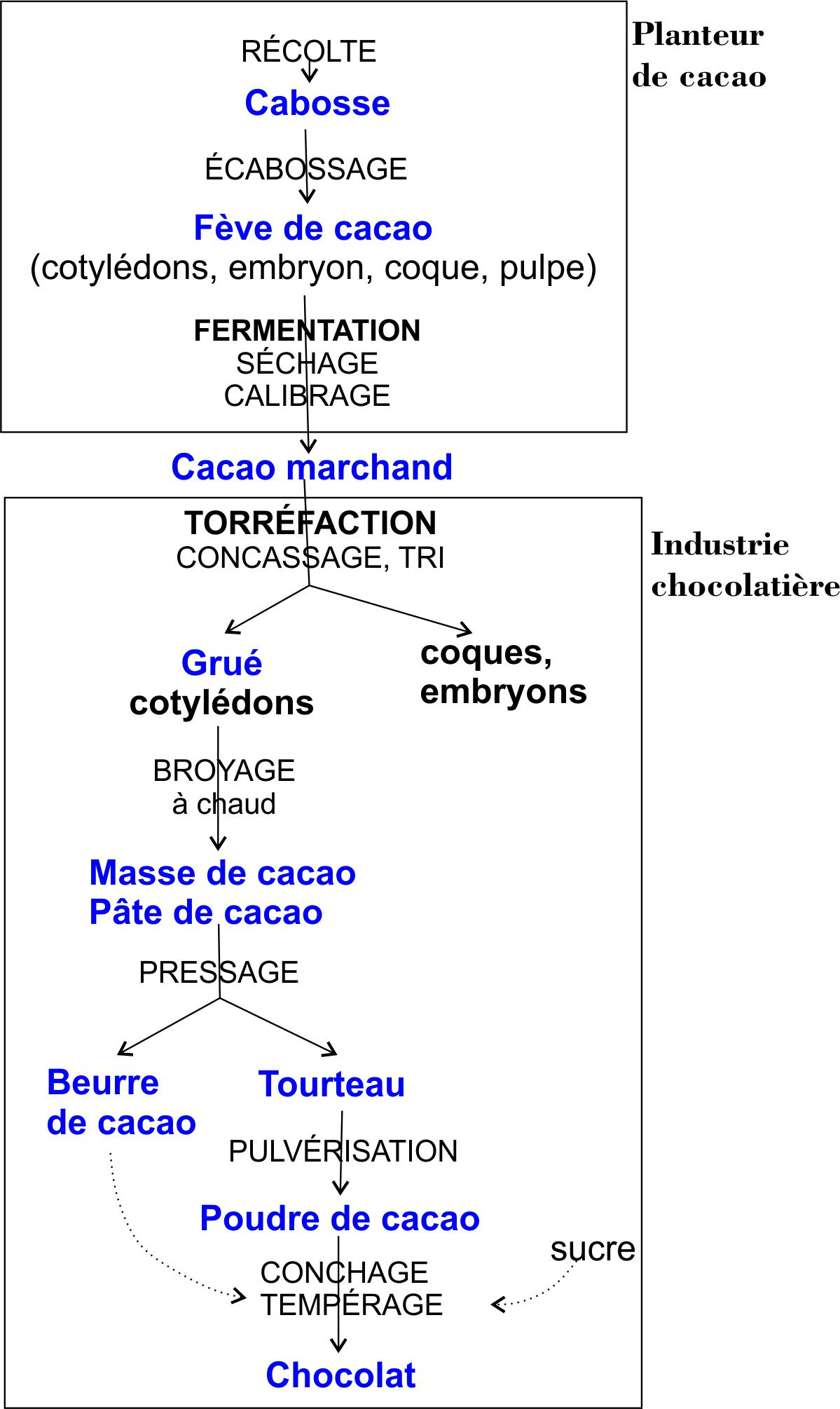
Filière cacao.

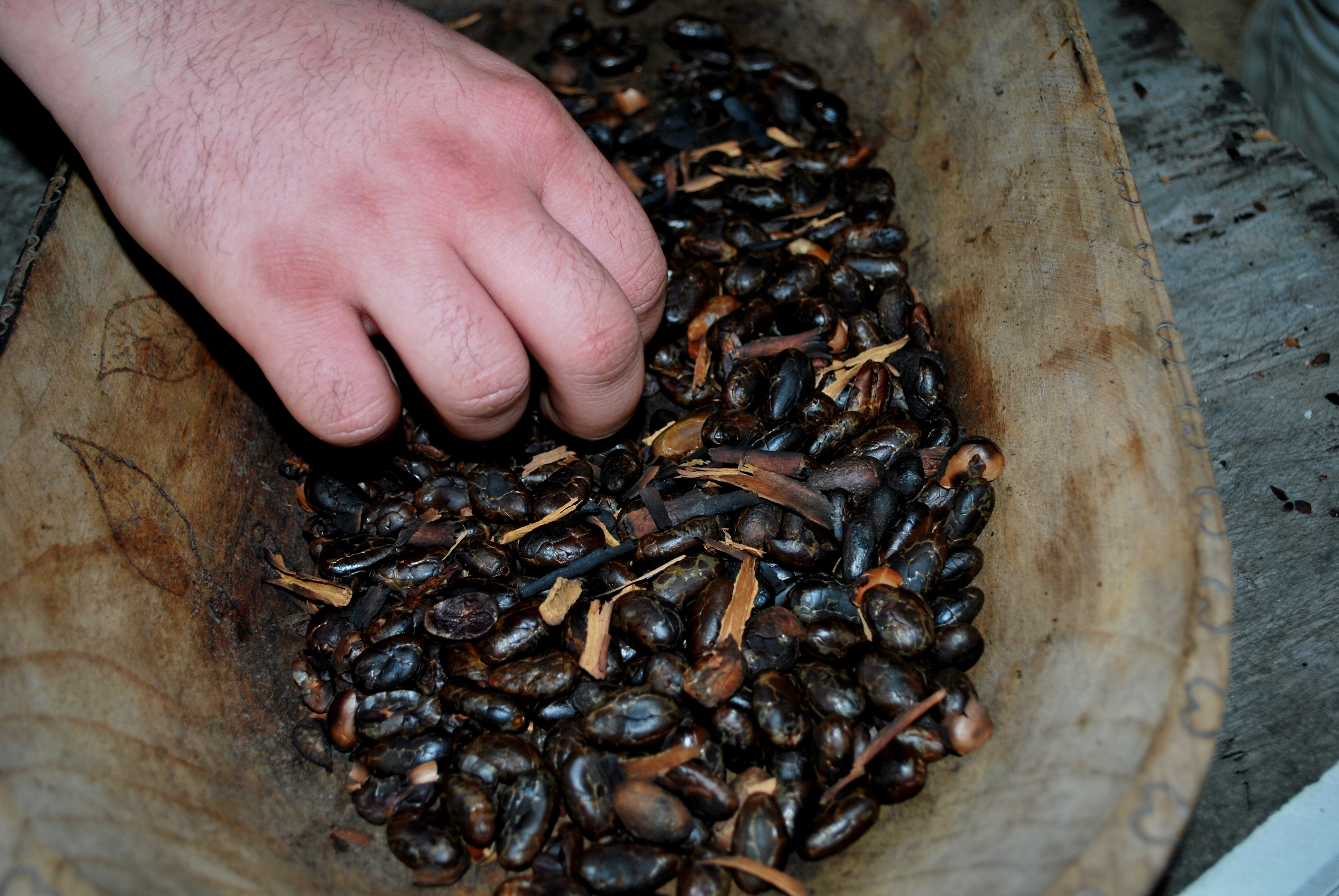
Fèves après un grillage artisanal.

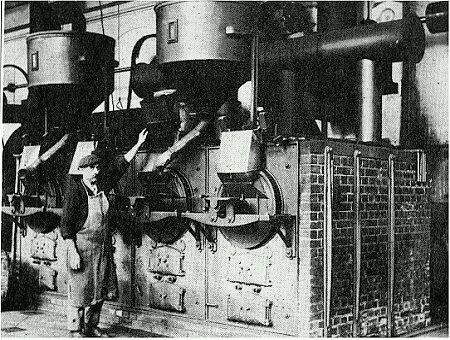
Atelier de torréfaction de la chocolaterie Menier en 1866.

Durant tous les processus d'élaboration qui vont des cabosses en régions tropicales jusqu'aux produits chocolatés élaborés dans les chocolateries des grandes villes du Nord, le terme cacao peut être employé et l'auditeur saura extraire sans effort la valeur pertinente (ou acception) en contexte. À chaque étape, et il y en a plus que les quatre distinguées ci-dessus par le vocabulaire (cacaoyer, cabosse, fève, produit chocolaté), le principe de dénomination suivant est utilisé : lorsqu'on enlève d'un objet X une partie accessoire, la partie habituellement la plus utile ou la plus significative peut encore être désignée par métonymie par le même terme X (même si elle a subi une transformation chimique). C'est le propre de la langue commune d'avoir une grande souplesse et de pouvoir employer le même terme dans des contextes différents pour des valeurs différentes. Le vocabulaire technique et scientifique permet d'échapper à ce flou au prix d'une certaine lourdeur.

## Histoire
Le cacao, dont le nom vient du nahuatl « cacahuatl », (lui-même probablement dérivé du maya « kakaw » et de l’hypothétique proto-mixe zoque (en) « kakawa »), était traditionnellement utilisé et cultivé par les populations mésoaméricaines, notamment par les Olmèques, les Mayas puis les Aztèques. Au XIVe siècle, les populations asservies par les Aztèques doivent cultiver le cacaoyer pour les vainqueurs venus des hautes terres de Tenochtitlan.
La domestication et l'utilisation du cacao semble avoir eu lieu en Amérique du sud 3 000 ans av. J.-C. Des traces de théobromine et de l'ADN de diverses variétés de cacaoyer ont été découvertes dans des céramiques de la culture de Valdivia sur la côte Pacifique de l'actuel Équateur,.
Des traces anciennes de cacao ont aussi été trouvées dans des céramiques mokaya de Paso de la Amada (en), sur la côte pacifique du Chiapas, et dans des céramiques pré-olmèques d'El Manatí, sur la côte du golfe du Mexique, datées du début du IIe millénaire av. J.-C. (entre 1900 et 1750 av. J.-C.).
Dans toute la Mésoamérique durant la civilisation précolombienne, les fèves de cacao sont souvent utilisées comme monnaie d'échange pour faire du troc, payer des impôts et acheter des esclaves et ce, dès 1 000 ans av. J.-C. Par exemple, un Zontli est égal à 400 fèves, tandis que 8 000 fèves sont égales à un Xiquipilli. Dans les hiéroglyphes mexicains, un panier contenant 8 000 fèves symbolise le nombre 8 000. Plus tard, en 1576, il faut 1 200 fèves pour obtenir un peso mexicain. Les Aztèques utilisent un système dans lequel une dinde coûte cent fèves de cacao et un avocat frais trois fèves.
Le cacao était réservé aux nobles et consommé dans une boisson, le chocolat, dilué dans l'eau, à laquelle on ajoutait notamment du piment et du roucou (pour lui donner une couleur rouge), et ce mélange était battu énergiquement pour former une mousse épaisse à sa surface. Chez les Mayas, il était utilisé principalement lors de cérémonies religieuses,. Les Aztèques, qui ne la consommaient pas dans un cadre rituel, diffusèrent la fève, au fil de leur expansion, dans d'autres régions du Mexique.
Les Espagnols rencontrèrent pour la première fois le cacao « Theobroma cacao », (theobroma signifiant en grec « nourriture des dieux ») dans les Caraïbes en 1495 mais ne fixèrent leur attention sur la fève qu'à partir de la conquête du Mexique. La boisson tiède et amère qu'ils découvrirent ne faisait pas l'unanimité au sein des conquérants. Si son adoption connut un immense succès au sein de l'élite coloniale, c'est parce qu'ils transformèrent la recette de la boisson pour l'adapter à leur goût en y rajoutant du sucre, (la canne à sucre fut rapidement acclimatée dans les régions littorales où le climat, chaud et humide, permettait sa culture à grande échelle). Ils remplacèrent aussi le piment par des épices qu'ils connaissaient dès le Moyen Âge (principalement la cannelle, importée d'Asie) et se mirent à boire le chocolat chaud.
Après la colonisation du Mexique, le cacao fut exporté vers la métropole (dans le cadre du commerce triangulaire) en Europe, et mélangé à du lait ; son succès sera immédiat à la cour d'Espagne. En France, Louis XIV ne l'aimait pas, ce qui contribua à retarder son adoption. En Europe, c'est d'abord principalement chez les élites européennes que le chocolat se diffusa, sous forme de boisson mais aussi de confiseries, tandis qu'au Mexique sa consommation se généralisa rapidement parmi toute la population. Dans la colonie espagnole, les élites sociales consommaient la boisson gourmande, chaude et sucrée, tandis que la grande majorité de la population continuait de le boire suivant l'usage préhispanique. L'utilisation de la fève comme monnaie, notamment parmi les indigènes, sur les marchés, ne disparut pas immédiatement. Néanmoins, le cacao utilisé au Mexique, à l'époque coloniale, provenait avant tout de l'importation depuis le Venezuela, la Colombie et le Guatemala. La boisson suscita rapidement la méfiance de l'Église. La vigilance des autorités ecclésiastiques fut d'autant plus grande que le chocolat était connu pour être aphrodisiaque.

## Du fruit du cacaoyer à la poudre de cacao
Le fruit du cacaoyer (ou cabosse) contient quelques dizaines de graines (ou fèves de cacao) riches en lipides (50 % de matière sèche), protéines, composés phénoliques (flavanols) et théobromine, qui en font une base aux potentialités alimentaires importantes ayant permis de développer une énorme variété de produits chocolatés. Plus de 5 millions de producteurs de cacao au Sud, produisant 5,2 millions de tonnes de fèves de cacao (en 2017), alimentent l'industrie chocolatière des pays du Nord, produisant 47 milliards d'euros de produits chocolatés dans l'Union européenne en 2015. L'Europe est le plus grand marché de produits chocolatés du monde. Elle détient 49 % de la vente des confiseries chocolatées et l'Amérique du Nord 21 %.

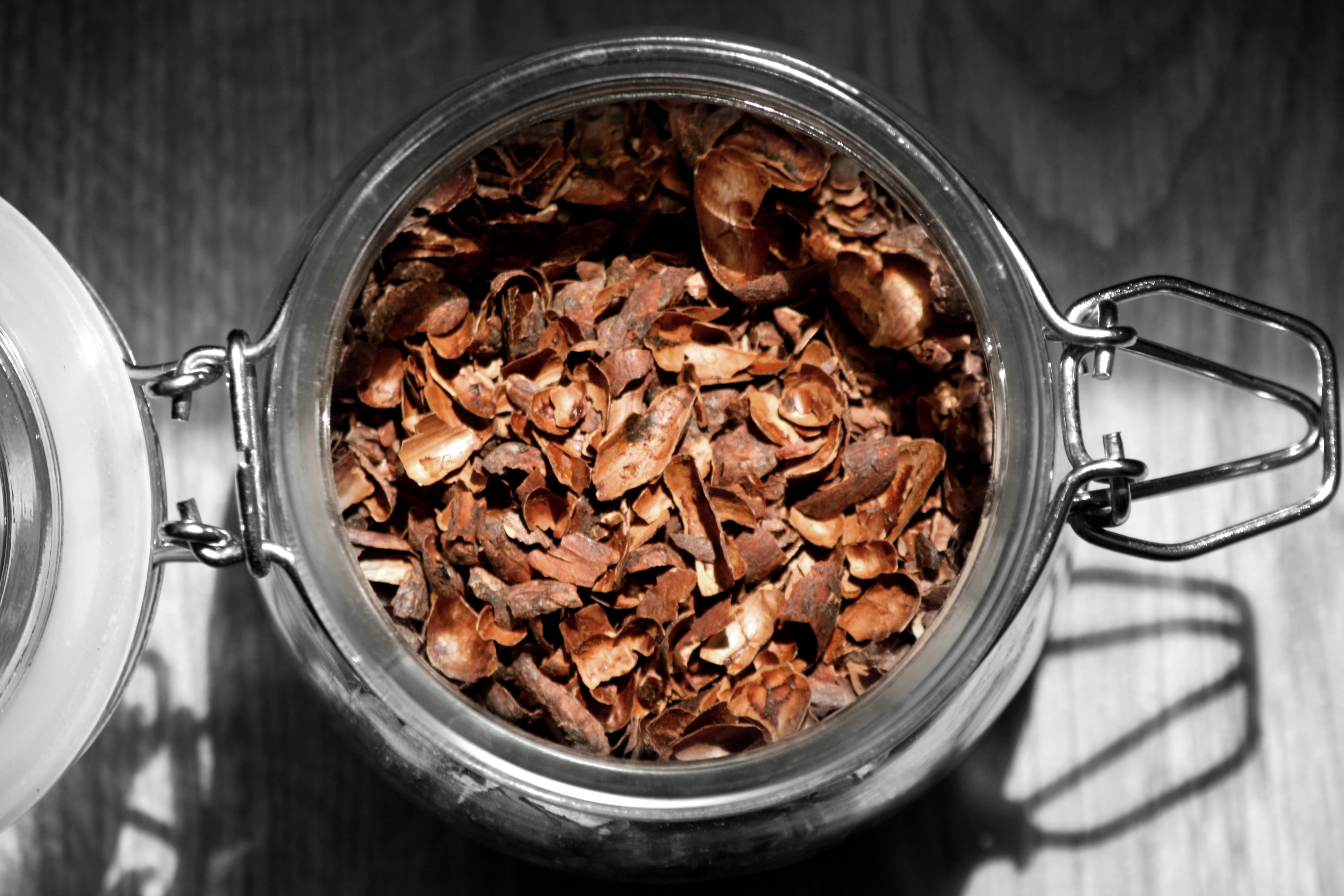
Coques de fèves de cacao : elles doivent être soigneusement éliminées car elles donneraient un mauvais goût à la poudre de cacao.

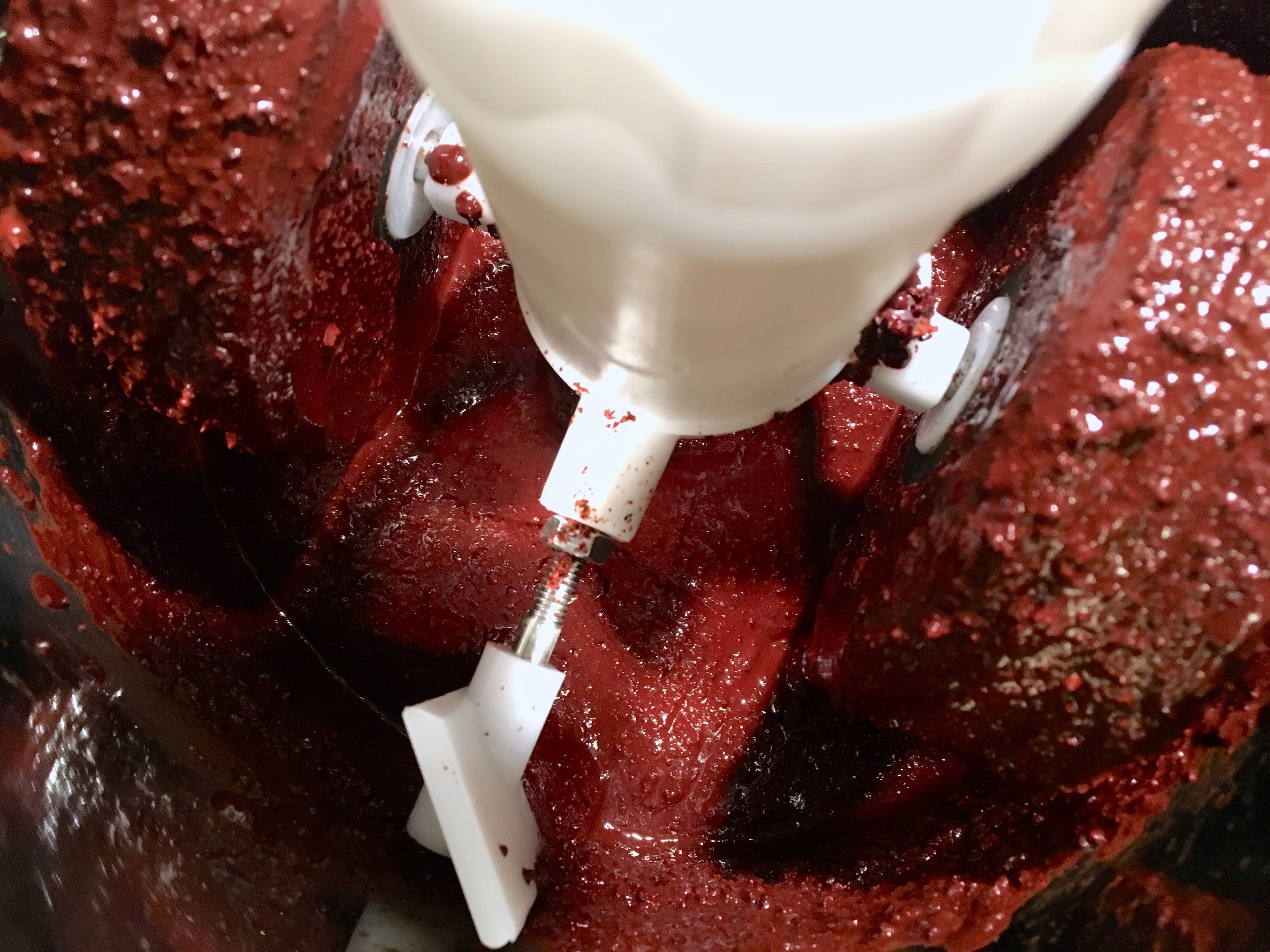
Transformation des fèves en masse de cacao.

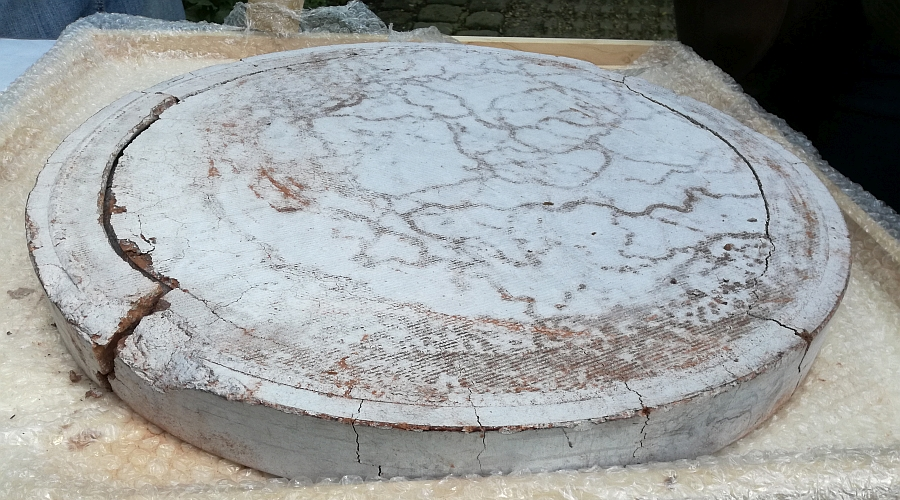
Tourteau de cacao après pressage du beurre de cacao.

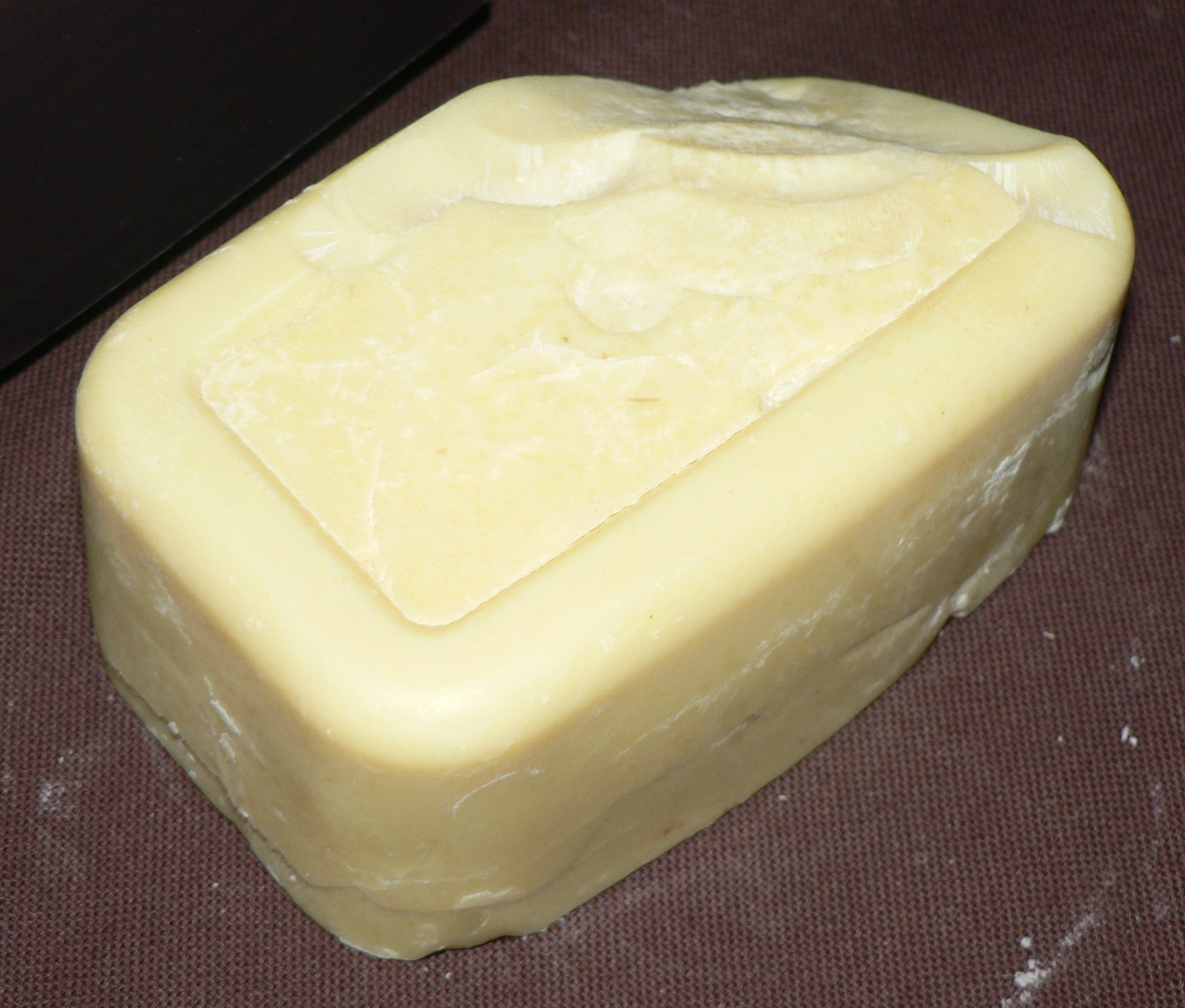
Beurre de cacao.

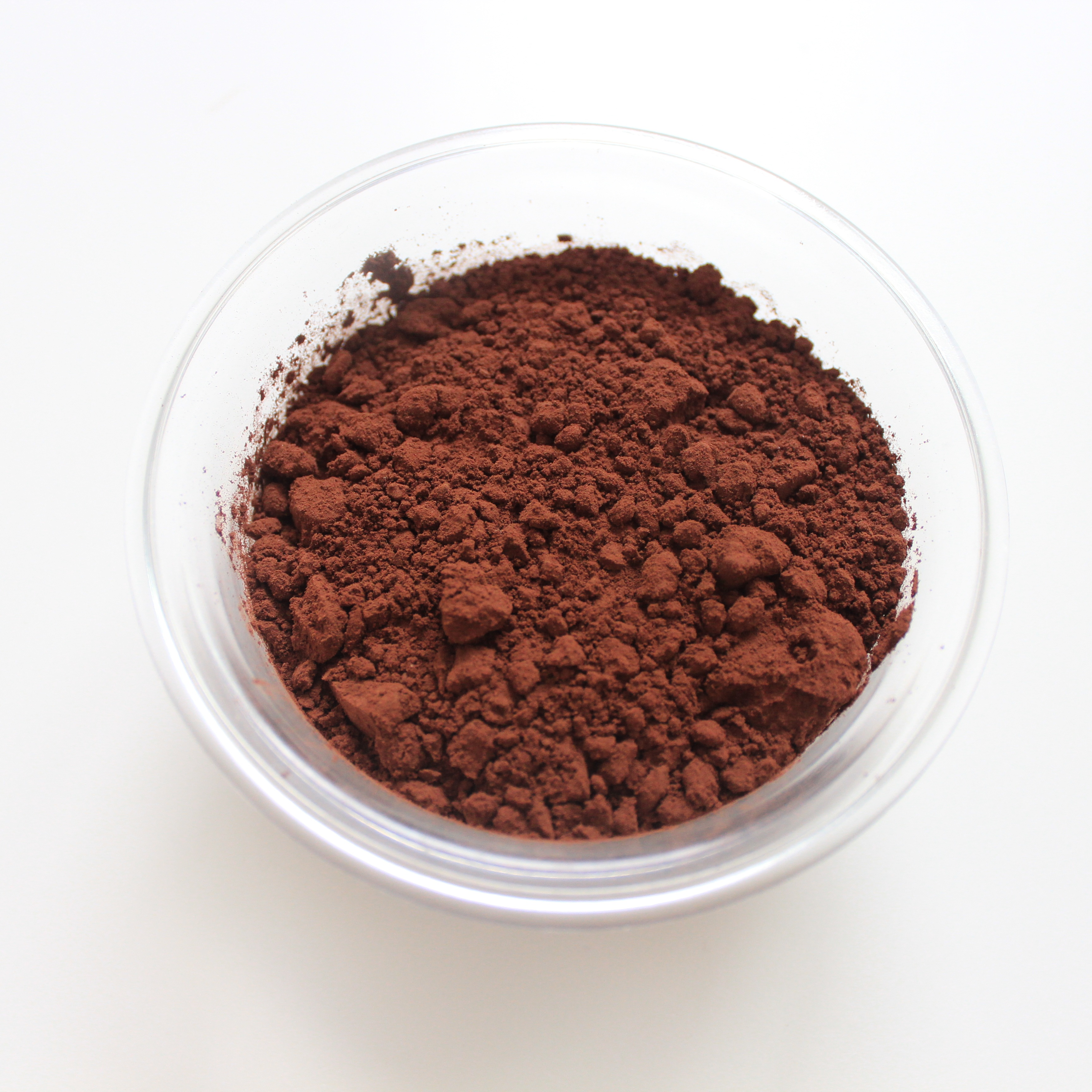
Poudre de cacao.

Dans les pays producteurs de cacao, les planteurs de cacao (ou cacaoculteurs) effectuent les premières étapes de transformation du fruit (ou cabosse) : cueillette, écabossage, fermentation des fèves, séchage, calibrage. Les fèves fermentées sont ensuite vendues aux quelques entreprises multinationales de l'industrie chocolatière, qui se chargent de les torréfier, concasser, presser, pour en extraire le beurre de cacao et la poudre de cacao, et élaborer divers produits alimentaires : poudre de cacao, chocolat, confiserie chocolatée, etc.,,,. Les opérations de transformation de la filière conduisant du cacaoyer aux confiseries chocolatées peuvent se résumer dans les étapes suivantes :
1. la cueillette des cabosses (fruit du cacaoyer) : le fruit, solidement fixé sur son arbre, est détaché au sécateur ou à la machette pour ceux qui sont situés les plus bas, et à l'émondoir pour les autres ;
2. l'écabossage consiste à casser les cabosses pour en extraire les graines (ou fèves). Chaque cabosse contient de 30 à 50 graines entourées d'une pulpe blanchâtre mucilagineuse. Ces fèves de cacao consistent en deux cotylédons et un petit embryon, le tout enfermé dans un tégument solide ou coque. Les cotylédons jouent le rôle de réserve nutritive pour le développement de la plantule, sous forme essentiellement de beurre de cacao[26] ;
3. la fermentation des fèves humides, étape cruciale pour le développement des arômes de cacao, consiste à placer les fèves en tas ou en caisses et à les brasser tous les jours ou tous les deux jours, durant trois à huit jours selon les variétés. La pulpe est le principal substrat de la fermentation, car elle apporte des sucres nécessaires au développement des bactéries[26]. La fermentation consiste en deux phases : une première phase dominée par les levures anaérobies est suivie d'une phase aérobie, dominée par les bactéries acétiques, durant laquelle la température augmente jusqu'à 50 °C. Les levures transforment les sucres en éthanol, puis les bactéries oxydent ce dernier en acide acétique. Il arrive aussi qu'une fermentation lactique se produise mais ce n'est pas souhaitable car elle donne au cacao un goût de lait tourné voire d'étable[4] ;
4. le séchage des fèves étalées au soleil, sur des aires cimentées ou des claies, en une à trois semaines ; le taux d'humidité de 55 à 60 % est ramené à environ 7 % et une partie de l'acide acétique, formé durant la fermentation, est éliminé. Si des erreurs sont commises durant la fermentation et le séchage, elles ne pourront pas être rectifiées plus tard ;
5. le calibrage : les fèves de cacao les plus belles sont mises en sac de jute de 60 kg. Les millions de petits planteurs vendent leurs fèves fermentées et séchées (sous le nom de cacao marchand) à l'industrie chocolatière très concentrée entre les mains de quelques multinationales ;
6. la torréfaction à 100-140 °C, pendant 20 à 40 min, développe des saveurs et arômes spécifiques. En outre, elle abaisse la teneur en eau de 7 à 2,5 %, favorise la séparation entre la coque et l'amande, et continue l'élimination de l'acide acétique formé à la fermentation[4]. Durant la torréfaction les réactions de Maillard, produisent les quelque 500 composés volatils de l'arôme du chocolat, à partir des sucres et des acides aminés ;
7. le concassage des fèves torréfiées donne des morceaux de coque, des germes (qui sont éliminés par des souffleries et tamis) et des morceaux de cotylédons (grué en français, nibs en anglais). Le grué est broyé à chaud pour donner la masse de cacao ou pâte de cacao. C'est un produit semi-fini au goût amer qui commence à être commercialisé sous le nom de « chocolat 100 % cacao sans sucre », avec la composition affichée suivante : pâte de cacao 100 % ;
8. le pressage de la pâte de cacao permet de séparer la partie grasse, le beurre de cacao, de la matière sèche, de couleur brune, formant des galettes dites tourteaux. Cette séparation se fait dans des presses hydrauliques, un peu comme pour l'huile d'olive, mais à chaud pour que le beurre soit liquide, et à pression élevée (jusqu'à 600 bars) dans les appareils industriels performants. Selon les techniques employées, on arrive à extraire de 30 à 40 % de la matière grasse de la pâte de cacao qui en contenait environ 50 % à l'origine[4]. Le beurre de cacao est principalement utilisé en chocolaterie ;
9. le blutage : les tourteaux sont concassés puis broyés dans des broyeurs à broches pour donner la poudre de cacao. C'est la base de toutes les aromatisations au chocolat : biscuits au chocolat, glaces au chocolat, produits laitiers au chocolat, confiseries au chocolat…

## Formes de préparation du cacao
Le cacao est utilisé sous différentes formes en Europe :
- chocolat chaud (ou cacao en Belgique et en Suisse) : boisson faite  de poudre de cacao et lait (ou eau), auquel on ajoute généralement un élément sucré ;
- plaques, pistoles ou confiseries de chocolat noir : (poudre de cacao, beurre de cacao, souvent sucres), auquel la lécithine de soja est ajoutée dans les productions industrielles, principalement produits en Suisse et en France ;
- plaques ou confiseries de chocolat au lait : (poudre de cacao, beurre de cacao, lait, sucres), auquel la lécithine de soja ou plus récemment la lécithine de colza est ajoutée dans les productions industrielles ;
- plaques ou confiseries de chocolat blanc : (très peu de cacao, beurre de cacao, beaucoup de sucre et de lait) ;
- ganache : mélange de chocolat et de crème utilisé dans des pâtisseries ;
- chocolat praliné: mélange de noisettes et/ou amandes, de sucre et chocolat broyé, dont on fourre des confiserie au chocolat
- liqueur de cacao : le terme s'applique à une pâte dure de cacao, mais on l'emploie aussi pour désigner un alcool au cacao, pouvant être à base de rhum, d'un autre alcool de canne, ou de vodka.
- barre chocolatée, grignotine (en-cas) composée le plus souvent d'un biscuit enrobé de chocolat, prenant la forme d'une barre
- soupe de cacao : mélange subtil d'une pincée de cacao préalablement broyé en général dans un bol. Puis l'on verse de l'eau minérale. Cette boisson était très prisée en Angleterre dans le milieu du XIXe siècle car on racontait qu'elle avait des effets aphrodisiaques.
- Il arrivait également que certains peuples du Maghreb le mélangent à des fleurs de cannabis pour en faire toutes sortes de pâtisseries.

## Culture des fèves de cacao et variétés

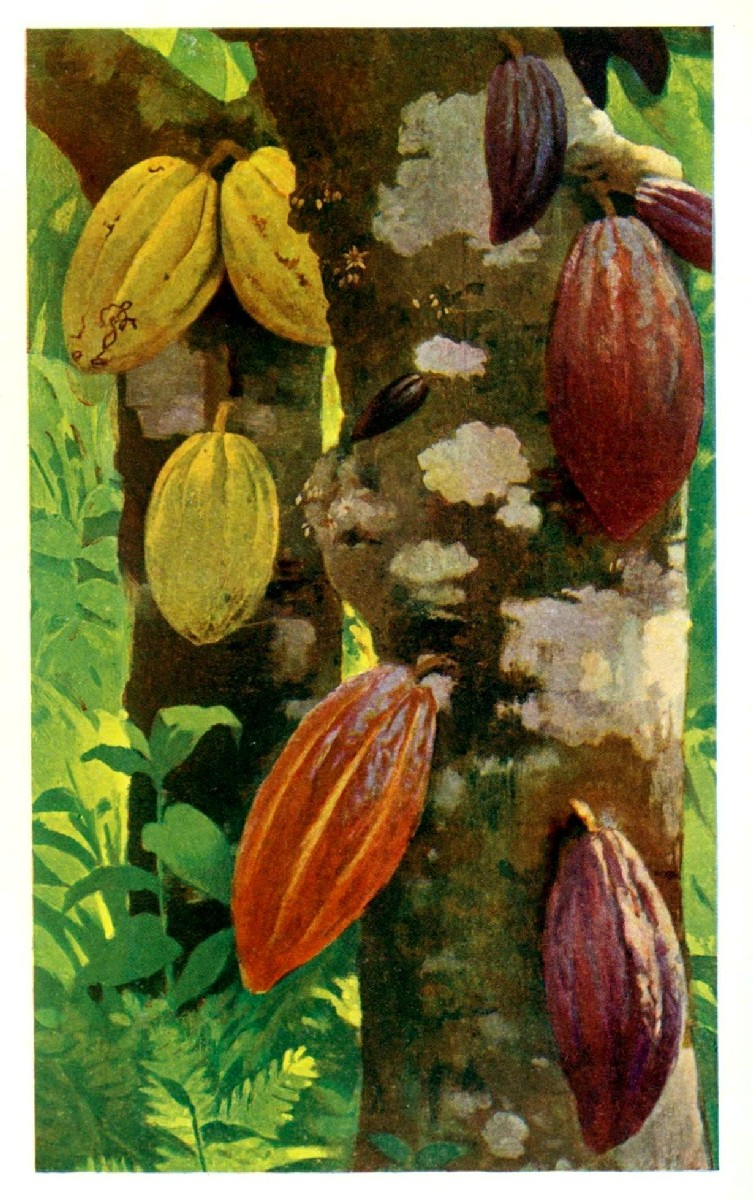
Cabosses de cacaoyer.

En 2014, les trois principaux bassins de production du cacao sont le golfe de Guinée, l'Amérique latine et l'Asie du Sud. Le cacaoyer est également cultivé à Madagascar depuis 1881. Il existe plusieurs variétés de cacaoyers, dont les fèves seront sélectionnées par les chocolatiers pour leurs qualités gustatives variables suivant la variété et le lieu de production. La répartition s'est longtemps contentée de deux variétés, le forastero et le criollo, d'après l'analyse morpho-géographique de Cheesman en 1944. Une troisième variété, le trinitario, étant un hybride naturel des deux premiers, s'est ajoutée, de même que certaines essences particulièrement prisées, comme le nacional et le cupuaçu.
Les populations indigènes, ayant constaté depuis des millénaires des différences entre les multitudes de cacaoyers, ont favorisé leurs spécimens de prédilection.
Selon cette carte, les principales variétés de cacaoyer sont actuellement cultivées dans les zones suivantes :
- Criollos
- Forasteros
- Trinitarios

Légende :

À la fin du XXe siècle, les consommateurs commencent à chercher des produits moins riches en sucre, pour des raisons diététiques. Des tablettes de chocolat pauvres en sucre, donc riches en cacao, apparaissent. Mais à ces fortes teneurs, les cacaos courants ne conviennent plus. Pour produire des chocolats noirs fins, il faut des fèves de haute qualité, de variété noble, d'origine bien définie, pur beurre de cacao.

### Lecriollo

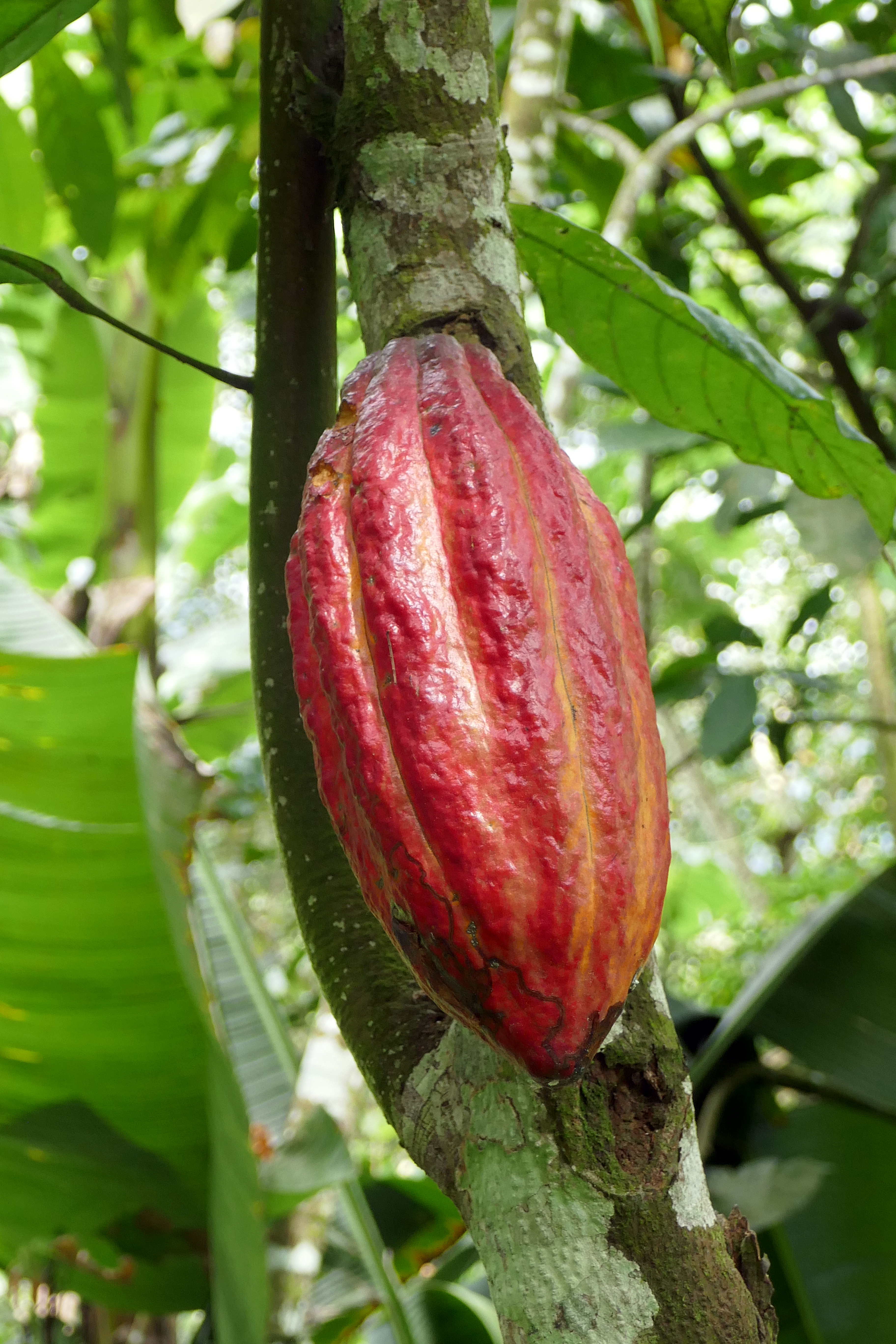
Cacao de Sao Tomé.

- Origine : nord de l'Amérique du Sud dans la région du lac Maracaibo au nord-ouest du Venezuela, près de frontière avec la Colombie[4].
- C'est la première variété à avoir été cultivée, probablement par les Olmèques, il y a quelque 2 500 ou 3 000 ans. Ils transmirent la culture du cacao à leurs voisins, les Mayas. En 1522, quand les conquistadors espagnols arrivent au Mexique, ils découvrent ce cacao à fèves blanches[4].
- Fruits à cabosse pointue et verruqueuse, verte ou rouge et amande blanche et dodue.
- Le plus fragile, il donne aussi les cacaos les plus fins et aromatiques, doux et légèrement amers[30].
- 1-5 % de la production mondiale[30].
- Cultivé principalement en Amérique centrale (Venezuela, Équateur), Sri Lanka et Indonésie[31].

Une étude morpho-géographique et génomique de 2008, utilisant la caractérisation des microsatellites de l'ADN des cacaoyers, a proposé une nouvelle classification, incluant le criollo.

### Leforastero
- Origine : bassin amazonien.

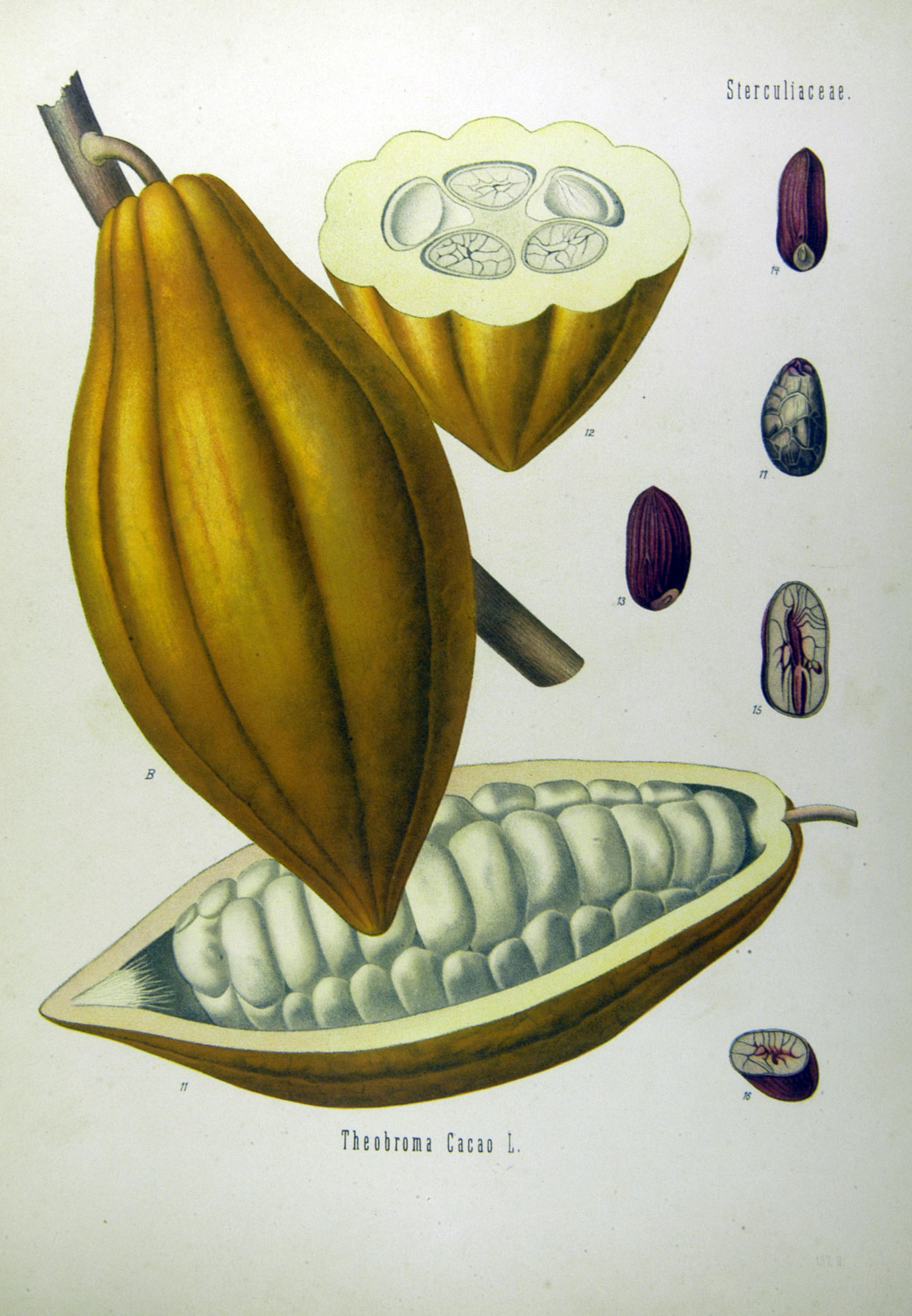
Theobroma cacao, Köhler's Medizinal-Pflanzen.

- Plus tard, lorsque les Espagnols pénètrent au cœur de l'Amazonie, ils découvrent une autre variété, avec des cabosses jaunes et lisses et des graines violettes et plates. Ils appellent la première variété (rencontrée en débarquant au Mexique) « du cru » ou « créole », criollo en espagnol, pour la distinguer de la seconde, de l'Amazonie, une étrangère à leur culture, ou forastero.
- Fruits à cabosse jaune, lisse et à amande pourpre-violette et plate.
- Le plus répandu et le plus rustique, ses fèves donnent un goût amer et des notes acides[30].
- 80 % de la production mondiale[30].
- Cultivé principalement en Afrique (75 % de la production mondiale de forastero provient de l'Afrique centrale[31]), Brésil et Équateur[30].

### Lenacional

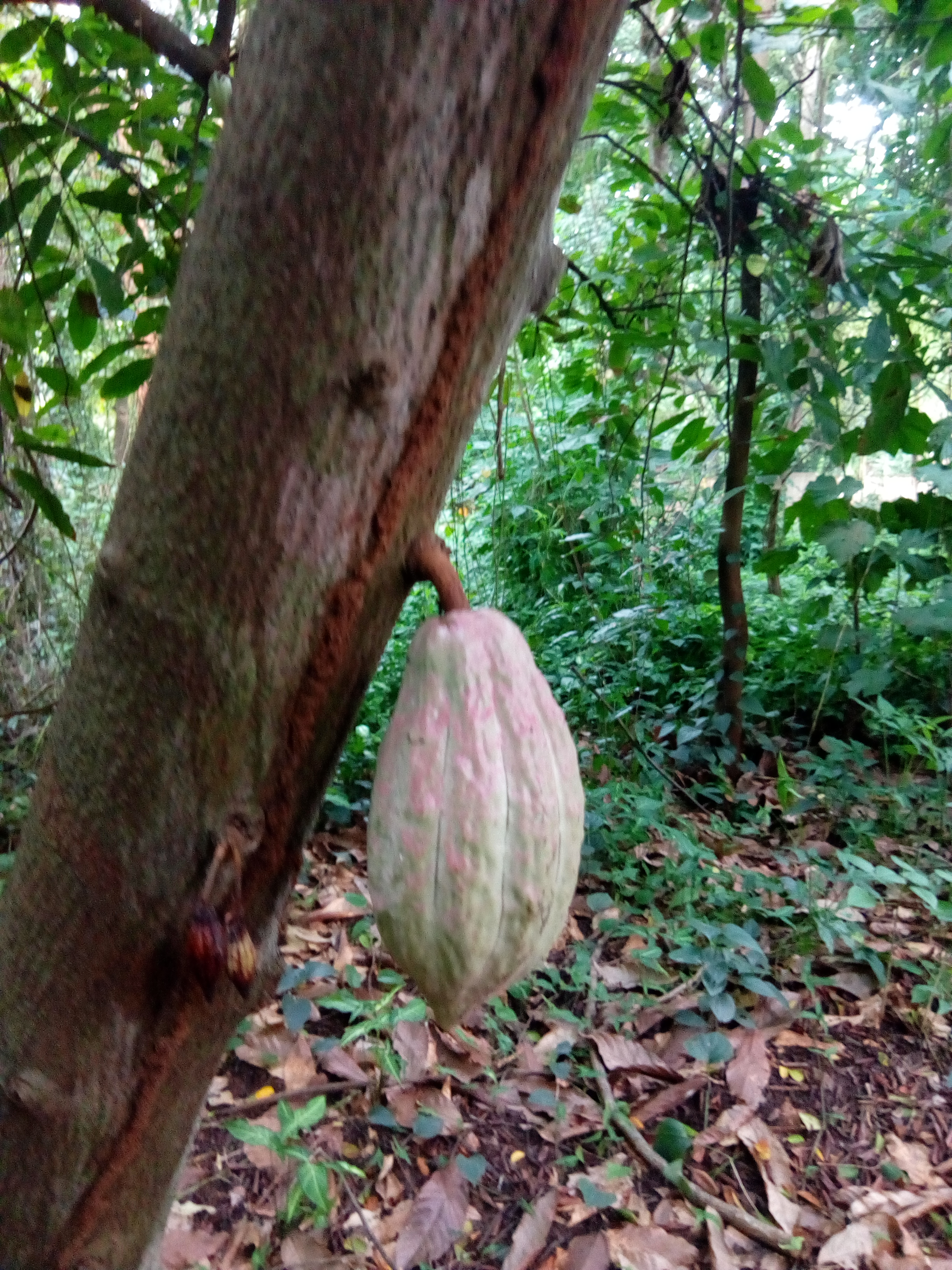
Cacao au Jardin des plantes et de la nature de Porto au Bénin.

Plus à l'ouest, dans les grandes forêts de la cordillère des Andes, les hommes ont sélectionné une variété dérivée du forastero. Les cabosses sont jaunes et les graines violettes, un peu plus charnues que celles des forasteros. Par contre, leur arôme est différent, plus fin, caractérisé par des notes de fleurs, jasmin et fleur d'oranger. C'est le fameux arôme arriba, trouvé dans l'actuel Équateur. Les Équatoriens, fiers de cette variété de cacaoyer, l'appellent le nacional, ou le arriba nacional.

#### Nouvelles subdivisions duforastero(2008)
L'étude morpho-géographique et génomique de 2008, qui a proposé une nouvelle classification, répartit les forasteros en huit variétés (ou plus exactement en ensembles disposant de clusters comparables),:
- amelonado
- contamana
- curaray
- guiana
- iquitos
- marañon
- nanay
- purús

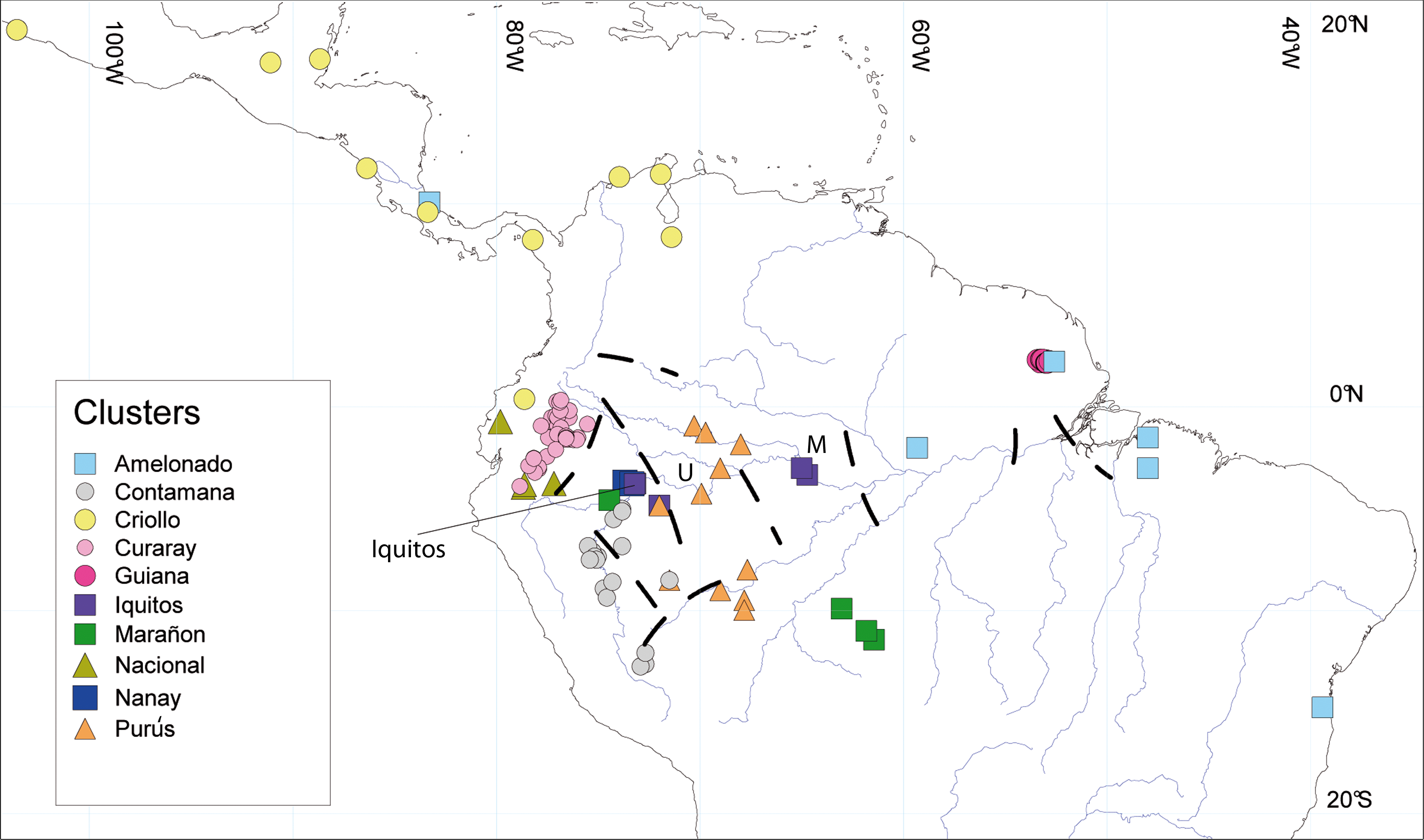
Les variétés dégagées par analyse morpho-géographique et génomique.

Cette classification consiste en l'éclatement du type forastero en huit types génétiquement distincts, dont l'amelonado qui était déjà préalablement identifié. Le nacional demeure à part, l'étude restant ouverte à de nouvelles subdivisions.

### Letrinitario

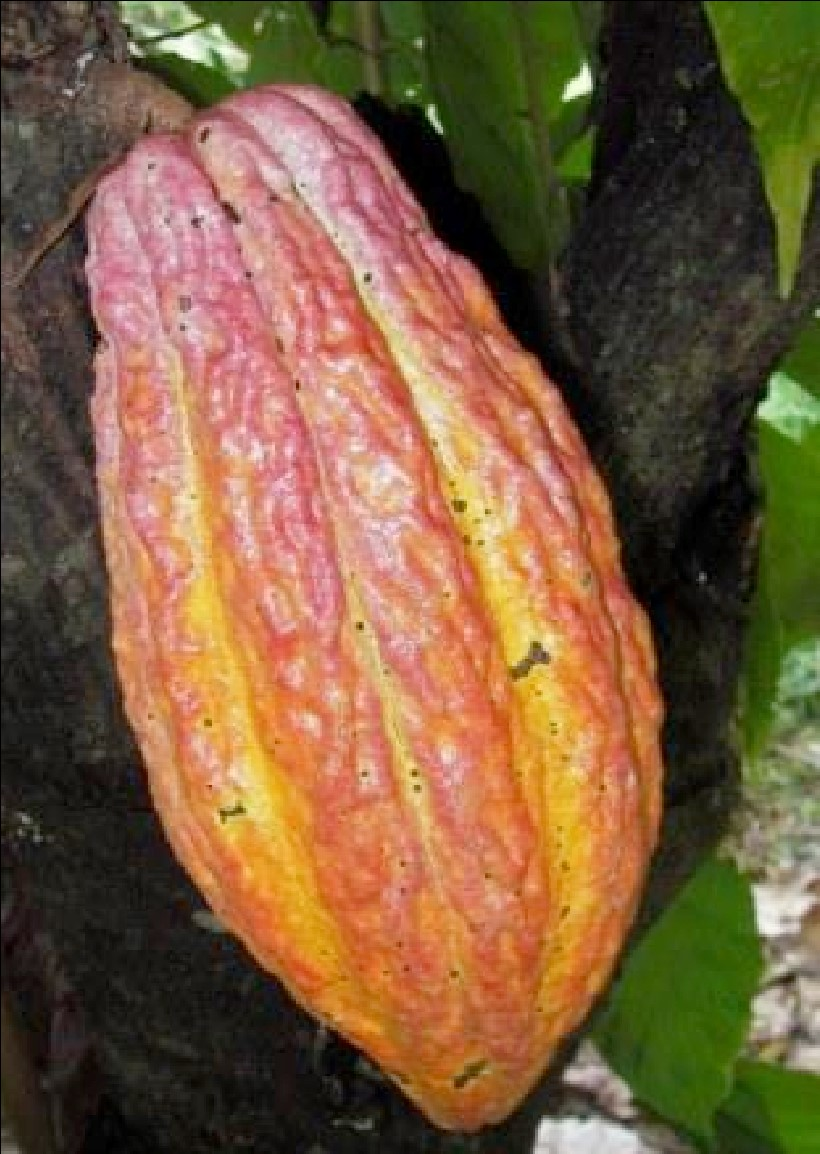
Trinitario

- 10-20 % de la production mondiale.

- C'est un hybride issu du croisement spontané du criollo et du forastero[30]. Il est apparu au XVIIIe siècle sur l'île Trinité après qu'un ouragan a détruit presque entièrement les cultures de criollo en 1727[30].
- Il combine la rusticité des forasteros et les arômes fins mais moins intenses des criollos[30].
- Cultivé principalement au Mexique, Caraïbes, Colombie, Venezuela et dans certaines parties du sud-est de l'Asie[30].

Pendant longtemps, l'origine des cacaoyers est restée une énigme, tellement ils semblaient différents au sein même d'une espèce. Seule la recherche génétique a permis de résoudre le problème et de classifier les différentes variétés. Le trinitario est exclu de l'étude morpho-géographique et génomique de 2008, car il demeure une étape dans la connaissance du patrimoine génétique des cacaoyers.

### Autres variétés

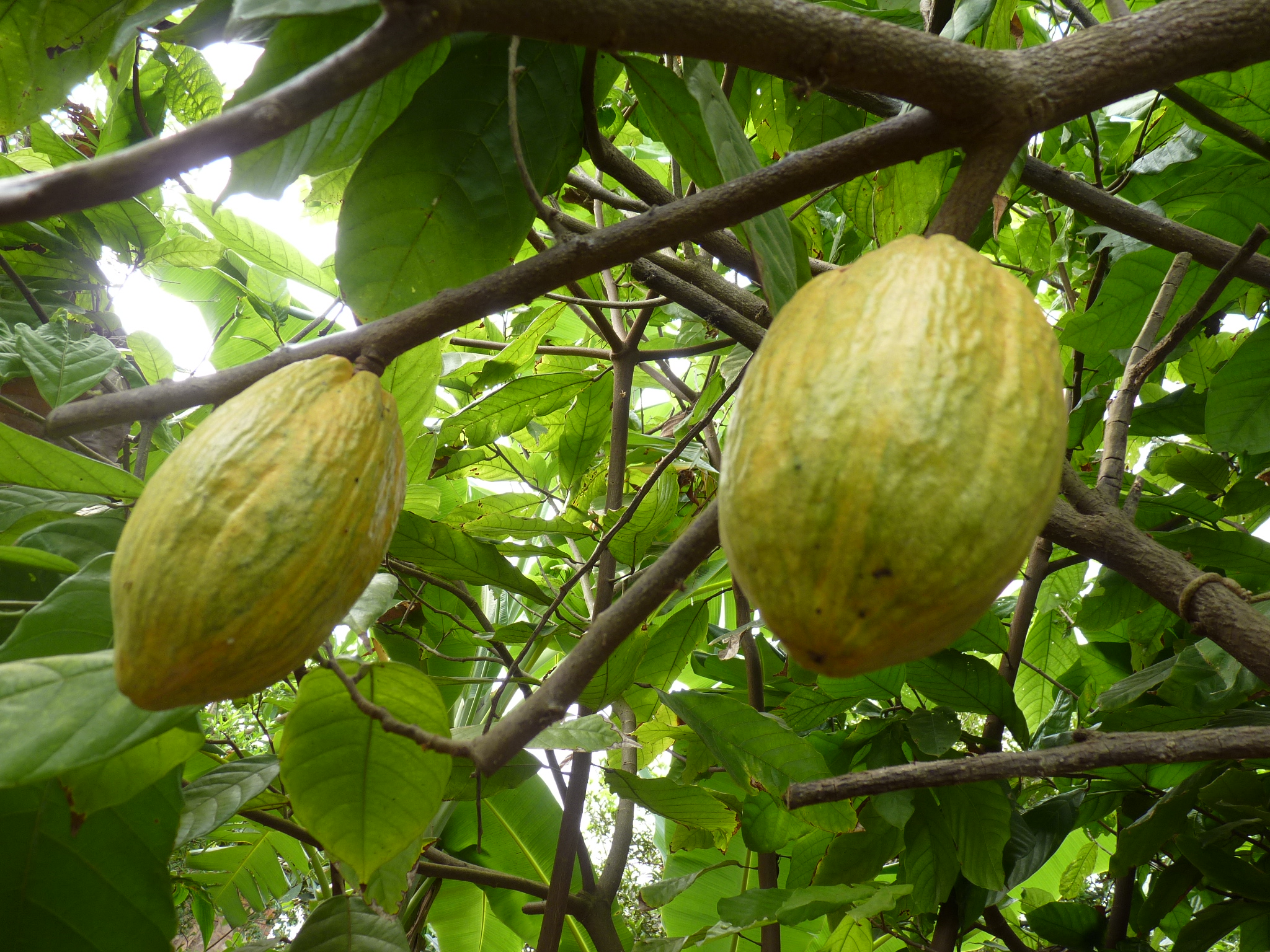
Deux cabosses de cacao au Bénin.

Face au risque de pénurie mondiale, de nouvelles variétés hybrides clonés sont en pleine expansion, telle le CCN-51, créé en 1965 par l'agronome équatorien Homero Castro, plus résistant aux épidémies qui frappent les variétés traditionnelles et plus productif. Marginalisé initialement en raison de son acidité et de son amertume, le CCN-51 connaît un certain succès dans les années 1990, mais les experts estiment dans les années 2010 que la diversité génétique et les goûts spécifiques des cacaos équatoriens se perdent du fait de leur meilleur rendement.

## Économie du cacao
En 2017, le marché mondial à l'exportation des fèves de cacao est de 9,274 milliards d'US $.
Après un pic en 1977, le cours du cacao a baissé pour s'effondrer au cours des années 1990. Cela était dû à une production mondiale supérieure à la consommation de manière récurrente et à l'accumulation des surplus des années précédentes.
En 2013-2014, le prix évoluait entre 2580 $/tonne (octobre 2013) et 3100 $/tonne (juin 2014).
Sur les 100 milliards de dollars que représente le marché mondial du chocolat, seuls 6 milliards reviennent aux agriculteurs. Les paysans chargés de la récolte du cacao vivent le plus souvent dans une pauvreté extrême. En 2019, le Ghana et la Côte d'Ivoire décident de suspendre la production de cacao pour obtenir des industriels une répartition de la richesse moins défavorable aux Africains.

### Production

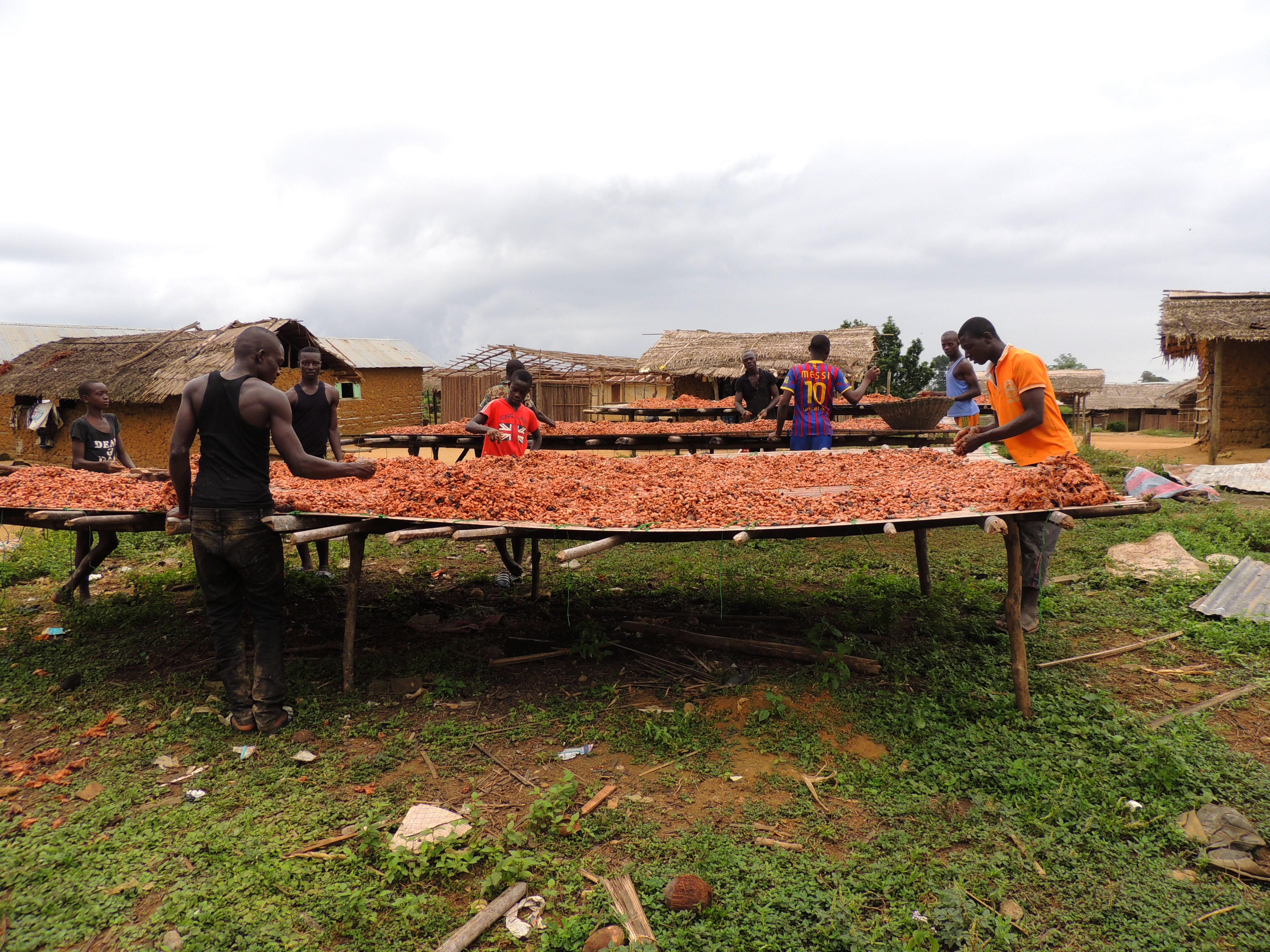
Opération de séchage des fèves de cacao.

La production de fèves de cacao était en 2017 selon FAOstat de 5,2 millions de tonnes, en hausse constante depuis 2003 après avoir stagné entre 3 et 2,2 millions de tonnes de 1995 à 2002. Elle est pour la plus grande part issue de petits planteurs (95 %, soit 6,5 millions de producteurs) : en Afrique, ces planteurs représentent l'essentiel de la production (90 % des plantations font moins de 10 ha mais les sols latéritiques sont vite épuisés par les cultures), en Asie ils côtoient les grandes plantations, ces dernières dominent au Brésil. Les pays émergents (comme le Brésil et la Malaisie) ou les pays grands producteurs traditionnels (Côte d'Ivoire, Ghana) délaissent peu à peu cette culture, jugée pas assez rentable par rapport à l'hévéaculture qui tend à la supplanter. Ainsi, parasites et maladies font perdre selon une estimation de 1999 environ 30 % de la production mondiale. Le virus de la pousse de cacao gonflée CSSV (en anglais : Cacao swollen-shoot virus) semblait avoir disparu dans les années 1950 mais a resurgi en 2003 en Côte d'Ivoire.
Selon la Banque mondiale, plus de la moitié des planteurs de cacao ivoiriens vivent sous le seuil de pauvreté, avec moins de 1,20 dollar par jour. En moyenne, les producteurs de cacao perçoivent 5 % des revenus, sauf dans le cadre du commerce équitable labellisé par des ONG comme Fair Trade, Rainforest Alliance ou UTZ. Les Nations unies s'inquiètent de cette répartition inégale. « Le bas niveau de revenus des producteurs constitue le principal enjeu relatif à l'économie du cacao. (...) Les prix doivent être suffisamment rémunérateurs pour les producteurs, et la production plus efficace, afin de leur garantir un revenu décent ».
Selon le Baromètre du cacao 2015, page 27 : « La plupart des grands fabricants de chocolat, à l’exception de Mondelēz et Nestlé, se sont engagés à utiliser 100 % de cacao durable ou certifié d’ici à 2020. Les plus importants d’entre eux sont Mars, Hershey, Lindt & Sprüngli et Ferrero... ».
Des initiatives comme la CocoaAction lancée en 2014 par la World Cocoa Foundation (en), ont pour objectif de former de nouveaux cacaoculteurs, de favoriser l'accès aux fertilisants, l'utilisation de variétés plus productives et de lutter contre le travail des enfants dans les cacaocultures. Néanmoins, selon une enquêtes sur la filière cacao de Côte d'Ivoire en 2019 de l’université de Chicago, près de 800 000 enfants travaillaient toujours dans le cacao, dont certaines pratiques s'apparentent même à de l'esclavage de mineurs.
D'autres actions récentes ont eu lieu en Côte d'Ivoire, comme l'opération Nawa 2 en mai 2021. Elle a pour but de retrouver les enfants exploités dans des productions de cacao et de les scolariser.
Le changement climatique commence à avoir des conséquences sur la production de cacao en Afrique de l’Ouest, notamment à cause de l’irrégularité des pluies.

### Commerce
La France est importatrice nette de cacao. En 2014 ont été exportées mensuellement en moyenne 700 tonnes et importés 12 000 tonnes, avec un prix moyen observé à la frontière de 2 398 €/t.
L'augmentation de la consommation de cacao dans les pays émergents (en 2009 et 2013, cette augmentation est de 75 % en Chine, 80 % en Inde et 23 % au Brésil qui connaissent une augmentation des revenus, un développement des classes moyennes et une standardisation des goûts) entraîne des tensions sur le cours de cette matière première qui pourrait devenir une denrée rare, au point que l'on parle de pénurie de cacao à l'horizon 2020.

## Producteurs
Les principaux producteurs de fèves de cacao étaient en 2017 :
- en Afrique : Côte d'Ivoire 39 % (en croissance), Ghana 17 % (doublement du tonnage depuis 2002), Nigeria 6,3 % (en baisse), Cameroun 5 % (forte progression depuis 2002).
- en Asie du Sud-Est : Indonésie 13 %
- en Amérique latine : Brésil 4,5 %, Équateur 3,9 %, Pérou 2,3%

Entre 2013 et 2017, le tonnage de production de fèves de cacao de la Côte d'Ivoire a augmenté de 40 %, ce qui place ce pays très largement en tête avec 39 % de la production mondiale.
En 2017, 89 % de la production mondiale (de 5,2 millions de tonnes) provient des sept premiers pays producteurs. Les quatre principaux producteurs africains (la Côte d'Ivoire, le Ghana, le Nigeria et le Cameroun) fournissent 68 % de la production mondiale. L'Amérique latine, le continent d'origine du cacao, vient ensuite. L'Asie est en baisse de production.
À côté de ces grands pays producteurs, il existe des pays d'origine de la plante (Venezuela, Trinidad-et-Tobago, Équateur et Tanzanie) dont la production est peu importante mais reconnue pour sa qualité et la finesse des arômes. Très appréciées des connaisseurs, ces productions connaissent un renouveau depuis le milieu des années 1990. Par ailleurs, certains pays se sont spécialisés dans le cacao bio, comme la République dominicaine, qui produit 60 % du cacao bio mondial, le Mexique ou la Bolivie. Le Brésil a beaucoup reculé, en raison du renchérissement du coût du travail, et des ravages de la maladie du balai de sorcière, dont l'éradication est exigeante en main-d'œuvre.
Selon la FAOSTAT, les principaux pays producteurs en 2013 et 2017, de fèves de cacao sont:
| Principaux pays producteurs de fèves de cacao (cacao marchand) d'après FAOSTAT | Principaux pays producteurs de fèves de cacao (cacao marchand) d'après FAOSTAT | Principaux pays producteurs de fèves de cacao (cacao marchand) d'après FAOSTAT | Principaux pays producteurs de fèves de cacao (cacao marchand) d'après FAOSTAT | Principaux pays producteurs de fèves de cacao (cacao marchand) d'après FAOSTAT | Principaux pays producteurs de fèves de cacao (cacao marchand) d'après FAOSTAT |
|                                                                                | Pays                                                                           | Production 2013                                                                | % monde 2013                                                                   | Production 2017                                                                | % monde 2017                                                                   |
| ------------------------------------------------------------------------------ | ------------------------------------------------------------------------------ | ------------------------------------------------------------------------------ | ------------------------------------------------------------------------------ | ------------------------------------------------------------------------------ | ------------------------------------------------------------------------------ |
| 1                                                                              | Côte d'Ivoire                                                                  | 1 449 000 t                                                                    | 31,6 %                                                                         | 2 034 000 t                                                                    | 39 %                                                                           |
| 2                                                                              | Ghana                                                                          | 835 500 t                                                                      | 18,2 %                                                                         | 883 652 t                                                                      | 17 %                                                                           |
| 3                                                                              | Indonésie                                                                      | 777 500 t                                                                      | 17 %                                                                           | 659 776 t                                                                      | 13 %                                                                           |
| 4                                                                              | Nigeria                                                                        | 367 000 t                                                                      | 8 %                                                                            | 328 263 t                                                                      | 6,3 %                                                                          |
| 5                                                                              | Cameroun                                                                       | 275 000 t                                                                      | 6 %                                                                            | 295 028 t                                                                      | 5 %                                                                            |
| 6                                                                              | Brésil                                                                         | 295 028                                                                        | 5,6 %                                                                          | 235 809 t                                                                      | 4,5 %                                                                          |
| 7                                                                              | Équateur                                                                       | 128 400 t                                                                      | 2,8 %                                                                          | 205 955 t                                                                      | 3,9 %                                                                          |
| 8                                                                              | Mexique                                                                        | 82 000 t                                                                       | 1,8 %                                                                          | 27 287 t                                                                       | 0,5 %                                                                          |
| 9                                                                              | Pérou                                                                          | 71 200 t                                                                       | 1,5 %                                                                          | 121 825 t                                                                      | 2,3 %                                                                          |
| 10                                                                             | République dominicaine                                                         | 68 000 t                                                                       | 1,5 %                                                                          | 86 599 t                                                                       | 1,6 %                                                                          |
| Total monde                                                                    | Total monde                                                                    | 4 586 000 t                                                                    | 100 %                                                                          | 5 201 108 t                                                                    | 100 %                                                                          |

| Fèves de cacao | Fèves de cacao            | Fèves de cacao                |
|                | Pays                      | Production 2024 milliers de t |
| -------------- | ------------------------- | ----------------------------- |
| 1              | Côte d'Ivoire             | 1 800                         |
| 2              | Ghana                     | 501                           |
| 3              | Équateur                  | 430                           |
| 4              | Nigeria                   | 315                           |
| 5              | Cameroun                  | 300                           |
| 6              | Brésil                    | 220                           |
| 7              | Indonésie                 | 160                           |
| 8              | Pérou                     | 150                           |
| 9              | République dominicaine    | 70                            |
| 10             | Papouasie-Nouvelle-Guinée | 45                            |
| Total monde    | Total monde               | 4 449                         |

Face à un marché très fluctuant et pour défendre leurs intérêts, les grands pays producteurs et les industriels associés se sont réunis en une organisation intergouvernementale de coopération et de lobbying : la COPAL (Cocoa Producing Countries Alliance). Cette organisation a été créée en janvier 1962 par les gouvernements de cinq grands pays producteurs réunis à Abidjan en Côte d'Ivoire pour la circonstance. Les membres fondateurs en sont : Ghana, Nigeria, Brésil, Côte d'Ivoire et Cameroun et s'y sont ajoutés 5 autres pays : République dominicaine, Gabon, Malaisie, Sao Tomé-et-Principe, Togo. Ces pays produisent environ 75 % de la production mondiale de cacao. La COPAL est encadrée par la « charte d'Abidjan ». son siège est basé à Lagos au Nigeria.

Évolution de la production de cacao dans le monde entre 1961 et 2023 (données : FAO)
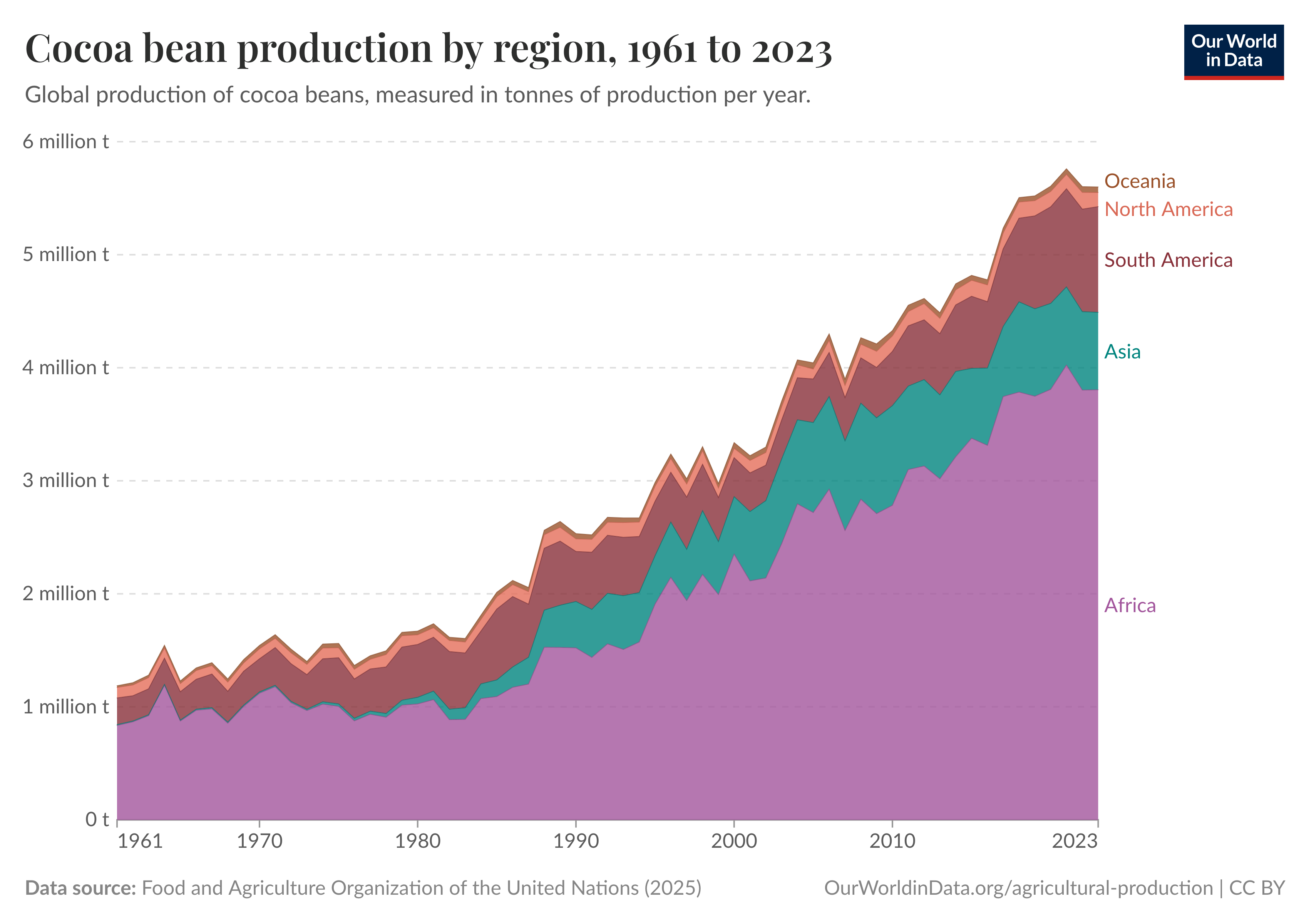
Dans le monde, selon les régions
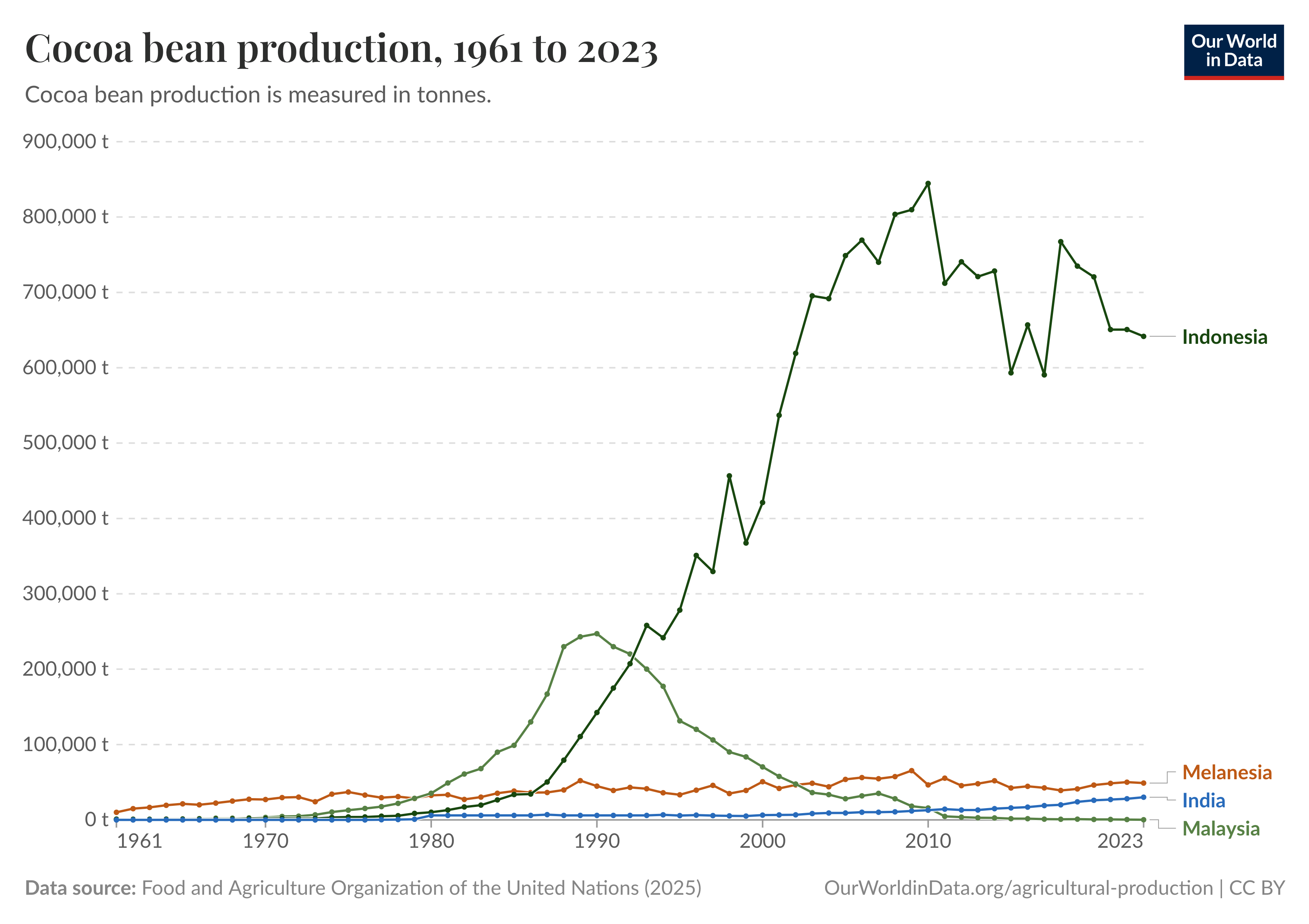
En Asie et en Océanie
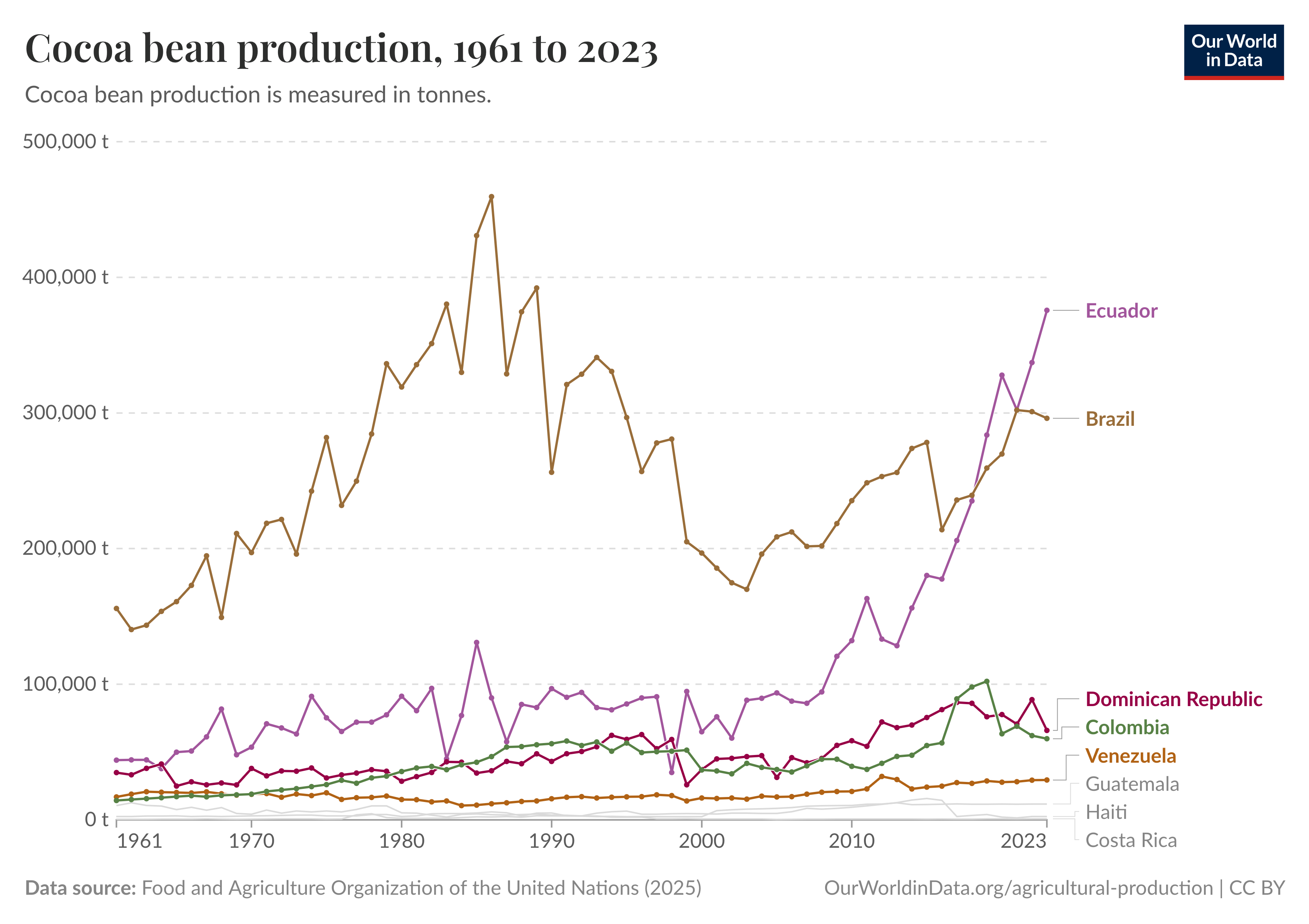
En Amérique
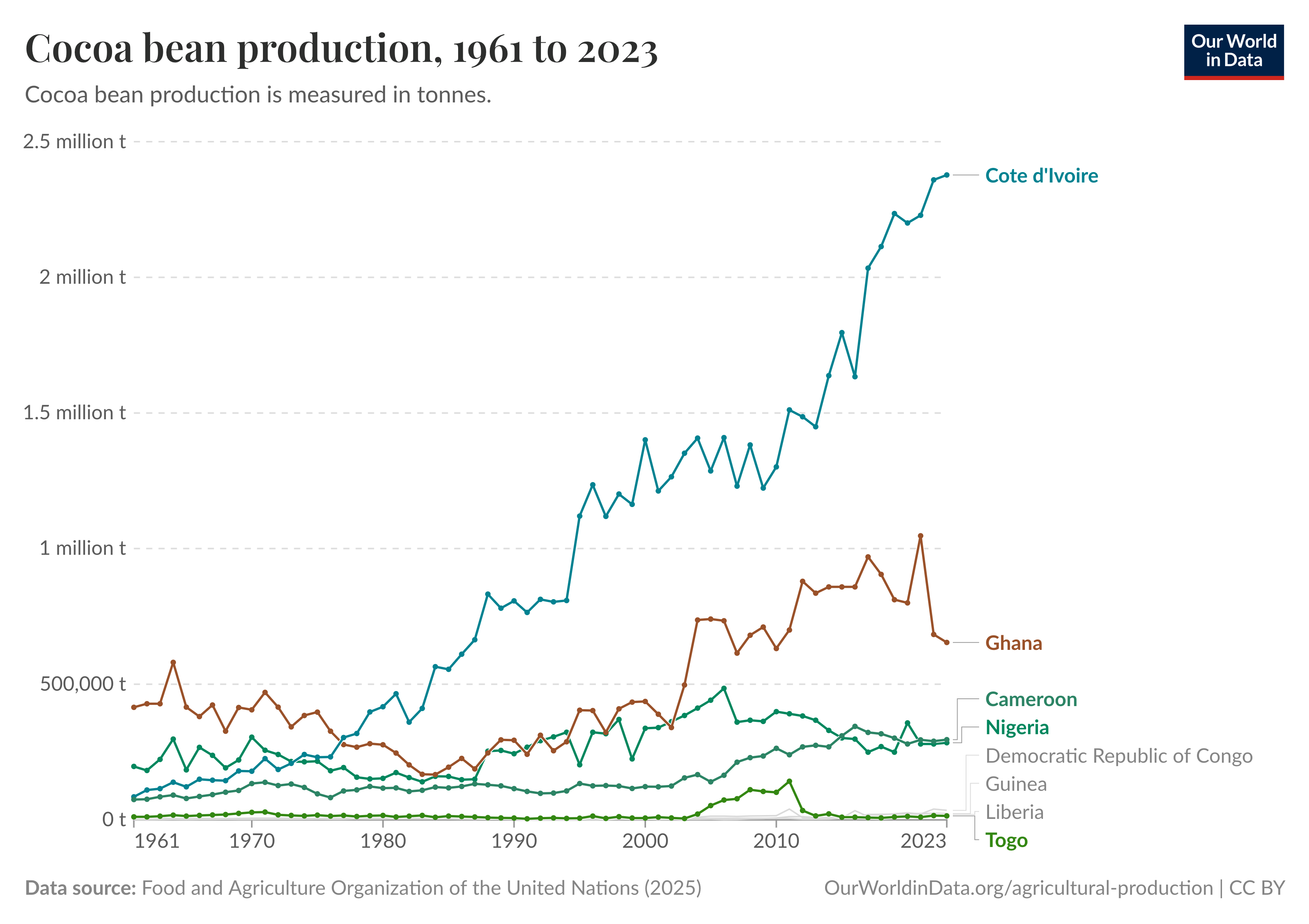
En Afrique
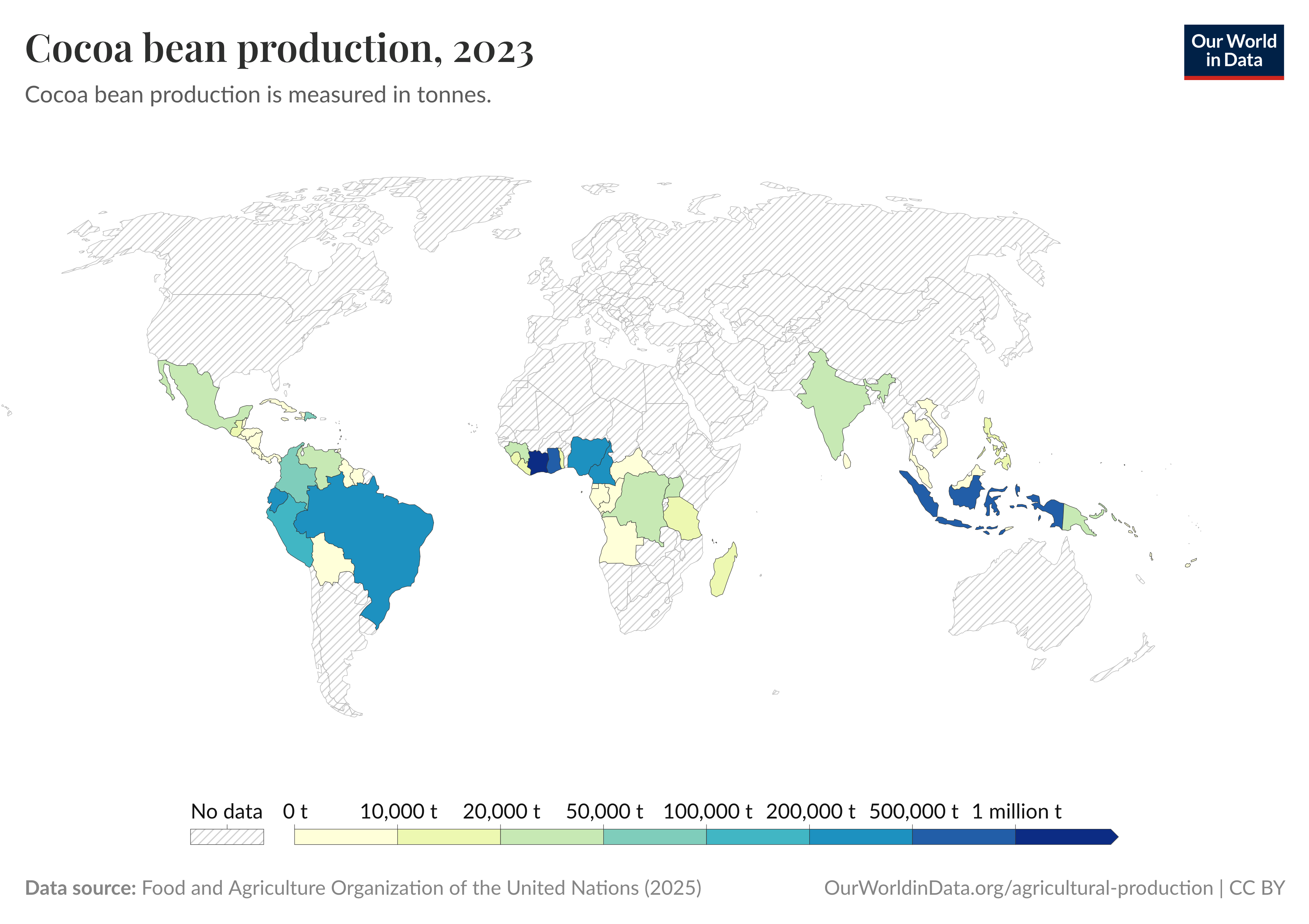
La situation en 2023

### Exportations, importations et transformations
Selon FAOSTAT, les principaux pays exportateurs de fèves de cacao sont.
| Pays exportateurs de fèves de cacao en 1000 US $, d'après FAOSTAT | Pays exportateurs de fèves de cacao en 1000 US $, d'après FAOSTAT |
| Pays                                                              | Exportation 2017                                                  |
| ----------------------------------------------------------------- | ----------------------------------------------------------------- |
| Côte d'Ivoire                                                     | 3 505 214                                                         |
| Ghana                                                             | 1 642 052                                                         |
| Nigeria                                                           | 598 189                                                           |
| Équateur                                                          | 589 750                                                           |
| Monde                                                             | 9 274 435                                                         |

En 2017, les exportations de fèves de cacao se sont élevées à 3,89 millions de tonnes pour 5,20 millions de tonnes produites (FAOstat). En 2008/09, les exportations de fèves de cacao s'étaient élevées à 2,3 millions de tonnes (pour 3,5 millions de tonnes produites). C'est ainsi que la part de la production mondiale exportée est passée de 65 % à 75 %. Les principaux exportateurs de cacao sont les mêmes que les producteurs à l'exception notable du Brésil et de la Malaisie qui transforment une part non négligeable localement. Grâce à des implantations locales, les Pays-Bas, l’Allemagne et la Belgique sont des acteurs importants.
| Pays importateurs de fèves de cacao en 1000 US $, d'après FAOSTAT | Pays importateurs de fèves de cacao en 1000 US $, d'après FAOSTAT |
| Pays                                                              | Exportation 2017                                                  |
| ----------------------------------------------------------------- | ----------------------------------------------------------------- |
| Pays-Bas                                                          | 2 478 584                                                         |
| États-Unis                                                        | 1 218 220                                                         |
| Allemagne                                                         | 1 182 357                                                         |
| Belgique                                                          | 806 660                                                           |
| Malaisie                                                          | 694 204                                                           |
| Indonésie                                                         | 467 073                                                           |
| France                                                            | 396 785                                                           |
| Monde                                                             | 9 274 435                                                         |

Les principaux importateurs de fèves de cacao sont les pays industrialisés du Nord qui concentrent plus de 80 % de la consommation des produits issus des fèves de cacao. Les transactions (le plus souvent sous forme de fèves fermentées et séchées) se font principalement des pays du sud vers les pays du nord (Europe, États-Unis, Japon où se réalisent l'essentiel des broyages). Il existe deux marchés pour l'achat de cacao : la bourse de Londres et celle de New York. La filière de cacao est supervisée mondialement par l’ICCO (International CoCoa Organization) et le texte faisant référence est « l’Accord international de 2001 sur le cacao ». Cet accord a été renouvelé régulièrement; la dernière fois en juin 2010.
Les Pays-Bas (26,7 %), les États-Unis (13,1 %), l'Allemagne (12,7 %), la Belgique (8,6 %), la Malaisie (7 %), l'Indonésie (5 %), la France (3,2%), sont les plus grands importateurs de fèves de cacao.
Les broyeurs de cacao sont les grandes entreprises qui achètent les fèves, les torréfient, les décortiquent et les fondent pour produire la masse de cacao. Jusqu'en 2013, ce secteur de la filière était dominé par quatre entreprises multinationales qui traitent 45 % des fèves produites. Depuis, les broyeurs se sont encore plus regroupés : le belgo-suisse Barry Callebaut a absorbé Petra Foods, ce qui le propulse en tête des broyeurs de cacao. Le nord américain Cargill, a lui finalisé le rachat du département cacao d'ADM en 2015. À eux deux, Cargill et Barry Callebaut, traitent près de 60 % des fèves produites. Comme le remarque Michel Barel
« L'émergence de ces monstres industriels illustre le grand déséquilibre des forces entre les millions de tout petits producteurs, ne possédant que quelques hectares, et les multinationales, achetant des milliers de tonnes de cacao ».
En 1988, la société Nestlé rachète Rowntree Mackintosh et devient le plus gros fabricant de chocolat et de confiserie au chocolat au monde.
Lors de la saison 2022-2023, le secteur produit environ 116 000 tonnes de moins que ce que les clients attendent, ce qui augmente le prix du cacao.

## Propriétés du cacao
Elles sont liées à la composition du cacao, notamment de sa partie grasse, le beurre de cacao. Certaines de ces propriétés semblent bonnes pour la santé, et d'autres non.

## Constituants

### Aspects positifs
- Le beurre de cacao contient de la vitamine E qui possède des effets antioxydants
- Les fèves du cacao contiennent naturellement des quantités importantes de polyphénols, molécules antioxydantes qui s'opposent aux substances oxydantes, agressives pour les cellules, parmi lesquelles on trouve les radicaux libres : polluants, rayonnements (soleil), alcool, fumée du tabac... Parmi les antioxydants du cacao, on distingue l'acide férulique à l'origine de l'arôme suave du cacao et les flavonoïdes (catéchine et épicatéchine, deux puissants antioxydants réputés aider à lutter contre le vieillissement cutané causé par les agressions extérieures) ;
- Le beurre de cacao peut aussi nourrir la peau (les lèvres) et stimule la synthèse du collagène[réf. nécessaire], redonnant élasticité et tonus à la peau ;
- Des méthylxanthines sont présentes dans le cacao. Elles sont de la même famille d'alcaloïdes que celles retrouvées dans le café et le thé avec respectivement, la caféine, la théophylline et la théobromine. La théobromine est présente à la concentration de 1,5 à 3 % dans la fève de cacao[65]. En petite quantité, elle possède un effet lipolytique reconnu, et, plus modestement, des effets antitussif, vasodilatateur, diurétique, broncho-relaxant et stimulant. Ce dernier effet pouvant être également attribué à la faible quantité de caféine que contient aussi le cacao ;
- L’anandamide est une substance qui agit sur les mêmes récepteurs que le cannabis. Elle est présente en quantité très faible. Il est discutable qu'elle puisse entraîner ici les effets euphorisants et tranquillisants dont elle est responsable à des concentrations plus importantes.

La prise régulière de cacao pourrait diminuer la pression artérielle et la mortalité cardio-vasculaire chez la personne âgée et chez le patient ayant fait un infarctus du myocarde. Ces données ne reposent, cependant, que sur des études observationnelles et non pas interventionnelles.
Une étude de novembre 2020 menée par l'université de Caroline du Nord suggère que les polyphénols spécifiques (flavanols et proanthocyanidines) contenus dans Vitis rotundifolia (raisin muscadine), dans le thé vert, dans le cacao et dans le chocolat noir affecteraient la capacité du virus SARS-CoV-2 à se fixer sur les cellules humaines, réduisant ainsi les taux d'infection et de transmission du virus, cause de la Covid-19.

### Aspects négatifs
Chez certains animaux comme le chien, le cacao est un puissant toxique, 200 grammes peuvent suffire pour tuer un petit chien. Les symptômes d'une intoxication pour le chien sont : estomac irrité, vomissement, bave anormale, fatigue, perte de connaissance. Chez les chiens et de nombreux animaux, il peut provoquer un empoisonnement à la théobromine.
Pour certains phytothérapeutes, le consensus est loin d'être total sur l'intérêt diététique ou médical du cacao :
- Le cacao pur est très amer, et pour cette raison additionné de sucre et de matières grasses de manière à l'adoucir, ce qui peut nuire au système cardiovasculaire et favoriser la surcharge pondérale car le chocolat apporte beaucoup de calories (500 kcal pour 100 g) alors que d'autres boissons au contenu important en polyphénols protecteurs n'en contiennent que très peu (par exemple le thé vert) ;
- La biodisponibilité des flavonoïdes est variable et tributaire de l'action de la flore colique ; le beurre de cacao est assez indigeste à cause de son contenu important en lipides à acide gras stéariques.

## Impact environnemental

### Règlement européen visant à bannir les produits issus de la déforestation
Le règlement européen visant à bannir les produits issus de la déforestation a été adopté par le Parlement européen le mercredi 19 avril 2023. Pour le cacao, cela concerne :
- le cacao en fèves et brisures de fèves, bruts ou torréfiés ;
- la pâte de cacao ;
- le beurre, la graisse et l'huile de cacao ;
- la poudre de cacao ;
- le chocolat et autres préparations alimentaires contenant du cacao.

## Plomb et saturnisme
Il a été constaté que le cacao et les produits chocolatés contiennent presque toujours des taux relativement élevés de plomb, taux qui ne peuvent être expliqués par la teneur en plomb des fèves (qui est naturellement basse).
La composition isotopique du plomb de fèves et de chocolats ou de produits finis chocolatés a été étudiée. Elle révèle plusieurs sources de contamination d'origine industrielle et environnementale, dont l'origine précise ne semblait pas encore avoir été identifiée au début des années 2000,. La composition isotopique du plomb du cacao provenant du Nigeria laisse penser que l'essence plombée pourrait être responsable d'une partie au moins de la contamination des produits à base de cacao, avec une contamination qui intervient après la récolte et augmente durant le processus de fabrication, au cours de l'expédition des fèves et/ou de la fabrication du cacao et des produits chocolatés fabriqués avec ce dernier. 
On sait que le fruit coupé du cacaoyer et ses fèves ont une tendance à capter le plomb environnemental ; des déchets de coques du fruit du cacaoyer ont même été expérimentalement utilisés avec succès pour dépolluer des effluents ou un sol contaminé par du plomb, y compris dans des solutions acides qui peuvent être ainsi régénérées. Or, l'essence plombée est encore en 2014 utilisée dans de nombreux pays producteurs de fèves de chocolat (dont en Afrique). Dans les pays riches où l'essence plombée est interdite depuis plusieurs décennies, le nombre et la gravité des cas de saturnisme a chuté, mais sans atteindre un niveau satisfaisant, et le chocolat y est devenu l'aliment le plus riche en plomb.
Enfin, les enfants (vulnérables au saturnisme), les adultes vulnérables au plomb et les personnes à l'intestin irritable ou paresseux, celles dont la vésicule biliaire est fragile ou absente, et celles qui sont en surpoids devraient se méfier du cacao ou du chocolat.

### Produits manufacturés toxiques
Certains produits industriels à base de cacao contiennent des métaux lourds tels que du cadmium (cancérigène) et de l'arsenic.

### Émission de radio
- Jean Claude Ameisen, « Aux origines du chocolat », sur France Inter, 17 novembre 2018 (émission Sur les épaules de Darwin).